# John Churchill, hertig av Marlborough
John Churchill, från 1702 hertig av Marlborough, född 26 maj 1650 på Ashe House nära Musbury i Devon, död 16 juni 1722 på Windsor Lodge vid Windsor Castle i Berkshire, var en engelsk militär och politiker (ursprungligen tory, men periodvis istället stöttad av whigs). År 1685 blev han utnämnd till generalmajor. Churchill gifte sig 1678 med Sarah Jennings.
Han hade dessutom följande titlar: Captain-general (överbefälhavare), baron Churchill av Sandridge, lord Churchill av Eyemouth, riddare av Strumpebandsorden, medlem av kronrådet, furste av Heliga romerska riket av tysk nation samt riksfurste av Mindelheim.
Marlboroughs militära karriär, baserad på strategiskt snille och administrativ skicklighet, är en av de mest framstående i Storbritanniens historia. Han utmärkte sig speciellt i det spanska tronföljdskriget. Den roll han spelade i den ärorika revolutionen, där han förrådde sin välgörare Jakob II har å andra sidan kritiserats som ett själviskt svek. Hans ättling sir Winston Churchill skrev om honom att han ”aldrig utkämpat ett slag som han inte vunnit, och aldrig belägrat en stad som han inte tog.”
Hans ättlingar bebor fortfarande det storslagna slottet Blenheim Palace som han lät färdigställa åt sig själv.

## Barndom och uppväxt (1650–78)

### Ashe House

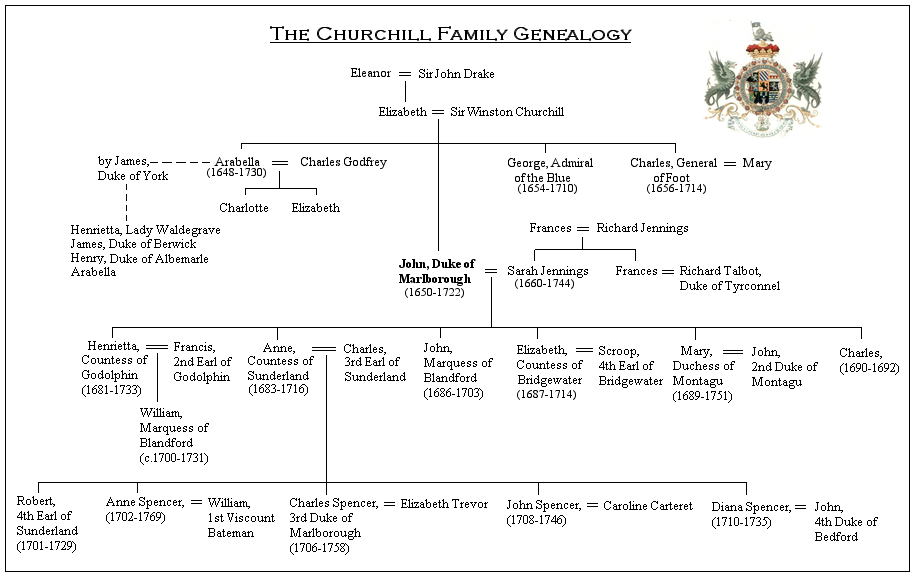
Hertigens av Marlborough genealogi och heraldiska vapen.

När det engelska inbördeskriget led mot sitt slut förenades Lady Eleanor Drake och hennes dotter Elizabeth samt Elizabeths make, Winston Churchill i släktegendomen Ashe House. Till skillnad från sin svärmor som hade stöttat rundhuvudena, det vill säga parlamentet, hade Winston Churchill ställt sig bakom de förlorande Cavaliers, vilket han skulle tvingas betala för, han dömdes att böta 446 pund och 18 shilling. År 1651 hade Churchill lyckats betala denna astronomiska summa, men konsekvensen blev att han i princip var utblottad, och därmed levde upp till sitt motto; Fiel Pero Desdichado (Trogen men otursförföljd), vilket fortfarande är ättens valspråk.
Winston och Elizabeth Churchill hade åtminstone nio barn, men bara fem av dem överlevde till vuxen ålder. Den äldsta dottern, Arabella Churchill föddes den 28 februari 1649; den äldste sonen John föddes den 26 maj 1650. De hade två yngre bröder, George Churchill (1654-1710) som kom att bli amiral i flottan, samt Charles Churchill (1656 - 1714) som blev general. Väldigt lite är känt om John Churchills barndom, han själv berättar ingenting, men att växa upp under ekonomiskt svåra omständigheter på Ashe House, där dessutom familjen var politiskt splittrad varför spänningar uppstod, hade rimligtvis ett inflytande över den unge Churchill. Hans fars namne, sir Winston Churchill, som senare kom att skriva en biografi över sin anfader John Churchill i vilken han slog fast att "Omständigheterna på Ashe kan mycket väl ha givit (John Churchill) två viktiga idéer; För det första en avsky mot fattigdom, för det andra ett behov av att dölja tankar och känslor från dem man vet skulle tycka illa om dessa".
När Karl II återinsatts på tronen år 1660 fick det till följd att Winston Churchills lycka vände till det bättre, även om han även fortsättningsvis hade det knapert ställt. År 1661 blev Winston medlem av parlamentet och som ett tecken på kunglig gunst fick han motta kompensation för vissa av sina förluster under inbördeskriget. Han utsågs även till kunglig representant på Irland, varför Johns skolgång inleddes i Dublin. Året därpå återkallades dock Winston till hovet, varför John skrevs in i en skola i London. Kungen själv hade mycket ont om ekonomiska medel, varför det var svårt för de tidigare kavaljererna att bygga upp sina förmögenheter igen. Kungen försökte dock kompensera dem genom att vara generös med sådant som inte kostade honom något, till exempel titlar och ämbeten. Winstons dotter Arabella utsågs därför till hovdam hos hertiginnan av York, och John fick anställning som page åt hertigen av York, den blivande Jakob II.

### Inledningen till en militär karriär

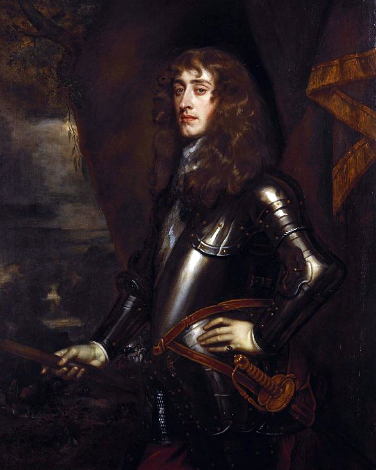
Jakob II som hertig av York Peter Lely, 1665.

Hertigen av York var passionerat intresserad av allt som hade med flottan och armén att göra, en fascination som smittade av sig på John Churchill. Efter att många gånger ha tillåtits följa med hertigen då denne inspekterade trupperna, bestämde sig pojken för att på något sätt göra karriär inom det militära. Den 14 september 1667 fick han lov att gå in vid kungens egen vaktstyrka, Grenadier Guards. Han tog ett steg vidare i karriären då han 1668 skeppades iväg till Tanger, som hade ingått i den hemgift som Karl II:s hustru Katarina av Braganza hade fört i boet. Churchill stannade där i tre år, och fick på så sätt både skolning i militär strategi och praktisk erfarenhet i strid, i skärmytslingar med morerna.

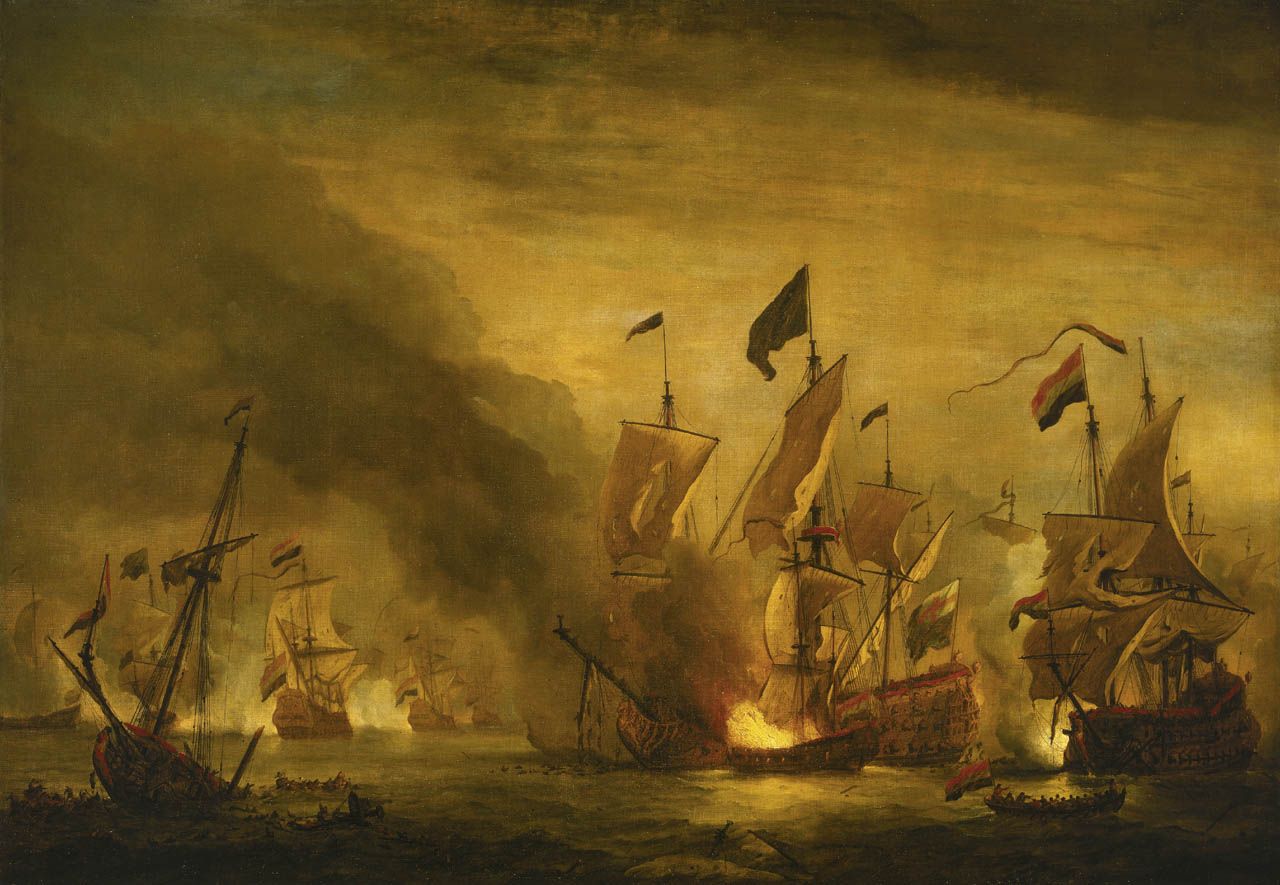
Slaget vid Solebay av Willem van de Velde d.y..

När han återvände till London i februari år 1671, kom Churchills attraktiva sätt och yttre, han beskrevs av earlen av Chesterfield som "oemotståndlig för både kvinnor och män", att dra till sig intresse från kungens älskarinna Barbara Villiers, hertiginna av Cleveland. En anekdot från denna tid berättar att kungen vid ett tillfälle kom på Churchill i Barbaras sängkammare, varpå Churchill föll på knä och bad om nåd. Kungen förlät honom med orden "Du är en rackare, men jag förlåter dig eftersom du gör det för att förtjäna ditt uppehälle". Berättelsen kan vara apokryfisk, i en annan version flyr Churchill genom fönstret. Han förmodas dock ha fått ett oäkta barn med Barbara, lady Barbara FitzRoy som föddes den 16 juli 1672.
År 1672 återvände Churchill till flottan. När han visat extraordinärt mod mot holländarna vid slaget vid Solebay i juni befordrades han till kapten, och passerade på så sätt äldre mer erfarna kollegor som blev mycket avundsjuka. Året därpå fick Churchill ytterligare utmärkelser för sina gärningar under belägringen av Maastricht, där den unge kaptenen bland annat räddade livet på James Scott, 1:e hertig av Monmouth och blev lätt sårad på kuppen. Kung Ludvig XIV av Frankrike själv berömde Churchill för detta, vilket gav honom rykte som en enastående modig och skicklig soldat.
Trots att parlamentet, vars grundinställning var klart antifransk, hade bestämt att England skulle dra sig ur kriget mellan Frankrike och Holland år 1674, stannade några engelska regementen kvar i fransk tjänst. I april utnämndes Churchill till överste i ett av dessa regementen, och han kom därefter att tjänstgöra tillsammans med den store Henri de la Tour d'Auvergne de Turenne av vilken han lärde sig väldigt mycket. Churchill kom att strida i flera av de stora slag som hölls under detta krig, bland annat i slaget vid Sasbach i juli 1675, där Turenne dödades.

### Äktenskap

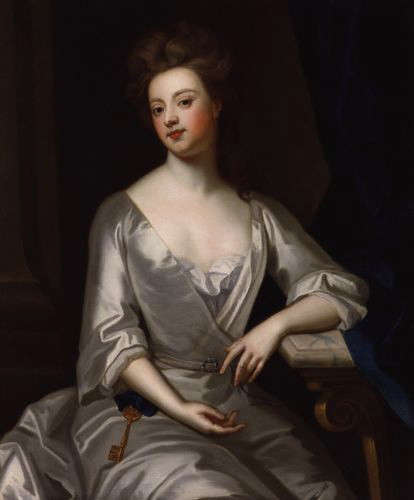
Sarah Churchill, hertiginna av Marlborough. av Godfrey Kneller.

När Churchill återvände till London väcktes hans uppmärksamhet av ett nytt ansikte vid hovet. "Jag ber dig att låta mig träffa dig så ofta som du kan", vädjar Churchill i ett brev till Sarah Jennings, den blivande hertiginnan av Marlborough, "vilket jag är säker på att du borde göra, om du bryr dig om min kärlek..." Sarah Jennings hade ungefär samma bakgrund som Churchill, lantadel med stora skulder. När hon vid åtta års ålder blev faderslös, flyttade hon med sin mor och sina systrar till London. Liksom Churchills blev hennes familj kompenserad för sin rojalism med poster vid hovet, och år 1673 fick Sarah plats hos hertiginnan av York.
Sarah var ungefär fjorton år gammal då Churchill kom tillbaka från kontinenten år 1675, och han förefaller omedelbart ha fallit för hennes charm och skönhet. Churchills uppvaktning mottogs dock med misstänksamhet då hans förra älskarinna Barbara Villiers stod i begrepp att flytta till Paris, varför Sarah trodde att han kanske bara var ute efter en ersättare att ha en affär med, inte att gifta sig med. Churchill framhärdade dock och lyckades efterhand övertyga Sarah om sitt allvarliga uppsåt. Hans far Winston hade egentligen velat att han skulle gifta sig med en rik arvtagerska, men han tillät ändå att John och Sarah gifte sig vintern 1677-1678, antagligen hemma hos hertiginnan av York.

## Krisåren (1678–1700)

### Diplomatisk tjänst
Under Thomas Osborne, 1:e hertig av Leeds svängde parlamentet och beslutade sig för att gå in i kriget mellan Frankrike och Holland, nu på holländarnas sida. Denna nya allians öppnade nya möjligheter för Churchill att avancera. I april år 1678 åkte Churchill till Haag för att utarbeta en överenskommelse om krigföringen i Flandern. Den unge diplomatens smidighet och kloka förslag väckte uppmärksamhet. Bland annat imponerades William av Orange av Churchills begåvning och charm. Uppdraget gav även Churchill erfarenheter och kunskaper som vanliga soldater aldrig uppnådde. I maj upphöjdes Churchill till brigad-general, men löftet om strider på kontinenten där han ännu mer kunde bevisa sitt mod infriades inte då freden i  Nijmegen gjorde slut på kriget.

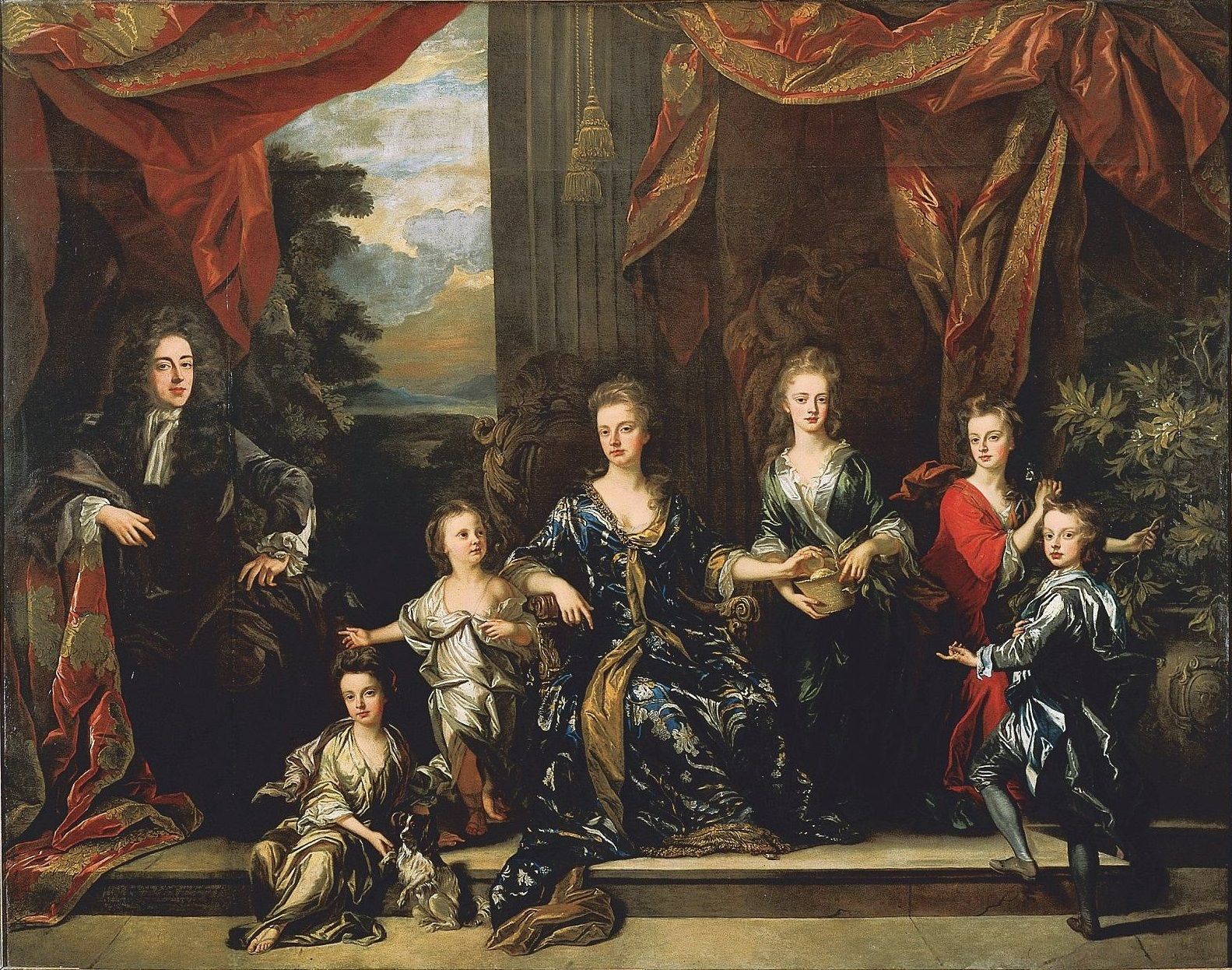
Familjen Marlborough 1694 av John Closterman.

När Churchill återvände till England sent år 1678 fann han att kretsarna kring hovet genomgått stora förändringar. Hertigen av York hade utsatts för försök att berövas arvsrätten till tronen på grund av att han var katolik. Hans konspirerande för att sätta punkt för dessa försök ledde till att han tvingades lämna England för en tid, exilen kom att vara i nästan tre år. Jakob bad Churchill att följa honom, först till Haag, sedan till Edinburgh. Inte förrän 1682, då Karl II lyckats besegra de medlemmar av parlamentet som ville utesluta hertigen av York ur tronföljden, kunde Jakob och Churchill återvända till England. Som tack för sin trogna tjänst under denna tid upphöjdes Churchill till Lord Churchill of Eyemouth den 21 december 1682.
Churchills ökade inkomster ledde till att familjen nu kunde leva ett bekvämt liv. Förutom ett hus i London, med en tjänstestab på sju personer, köpte familjen Holywell House, Sarah Jennings barndomshem i St Albans, där de kunde leva ett mer lantligt liv. Medan de bodde i Edinburgh hade Sarah fött en dotter, Henrietta, den 19 juli 1681. Ännu en dotter , Anne, föddes år 1684, följd av John år 1686, Elizabeth år 1687, Mary år 1689, och Charles, som bara levde i två år, år 1690.
Churchill återgick med glädje till sin tjänst vid hovet. I juli 1683 skickades han till kontinenten för att eskortera prins Georg av Danmark till England för att gifta sig med den 18-åriga prinsessan Anne, yngre dotter till hertigen av York. Anne utsåg Sarah till en av hennes uppvaktande hovdamer. De två unga kvinnorna hade varit väninnor sedan barndomen, och de utvecklade en så passionerad vänskap att Sarah senare skrev; "Att träffa (mig) var en källa till ständig glädje, och att skiljas från mig var en stor sorg, även om det bara var för en kort stund - detta tog sig nästan sådana uttryck som en svartsjuk älskares"." Churchill blev också vän med prinsessan, och han spelade rollen av uppvaktande kavaljer åt henne vid hovet. Hädanefter kom paret Churchill att stå längre ifrån de katolska vänner som omgav hertigen av York, och istället närmare prinsessan Anne.

### Uppror

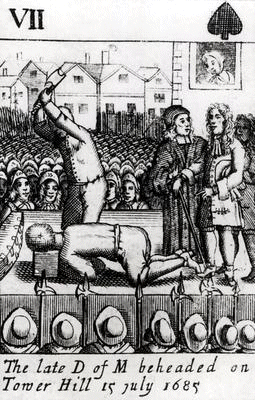
Monmouths avrättning på Tower Hill, 15 juli 1685.

När Karl II avled 1685 efterträddes han på tronen av sin bror, den katolske Jakob II. I och med dennes trontillträde utsågs Churchill till Gentleman of the Bedchamber och han upphöjdes även till Baron Churchill of Sandridge, vilket innebar att han kunde ta säte i överhuset (House of Lords). Parlamentets arbete kom dock att avbrytas av att ett uppror bröt ut, under ledning av Karl II:s oäkte son, hertigen av Monmouth, som ansåg att han var Englands rättmätige kung. Han fick stöd av vissa medlemmar av whig-partiet, och en del protestantiska adelsfamiljer.
För att kväsa upproret gavs Churchill befäl över en del av armén, medan överbefälet gavs till  Louis de Duras, 2:e earl av Feversham som hade långt mer begränsad erfarenhet men möjligen bättre kontakter. Monmouth hade landstigit vid Lyme Regis den 11 juni, men hans dåligt tränade och illa utrustade armé besegrades snart. Även om Churchill stod under Feversham, sades det snart att det var hans militära geni som ledde till den snabba segern.
Churchill hade befordrats till generalmajor den 3 juli, men det var Feversham som fick de största belöningarna. Churchill fick dock den mycket lukrativa posten som överste vid livgardet. Vissa historiker, till exempel David G. Chandler hävdar att det var orättvisan i kungens fördelning av belöningar efter detta uppror som ledde till att Churchills lojalitet mot kungen började minska, vilket slutligen ledde till att han tre år senare fullständigt övergav kungens sak. Redan vid trontillträdet hade dock Churchill sagt sig vara motståndare till kungens religion, och förklarat att om kungen ville göra katolicismen till statsreligion skulle han säga upp sin tjänst.

### Den ärorika revolutionen
Churchills rykte var väletablerat efter segern över Monmouth, men han var angelägen om att inte förknippas med kungens växande religiösa nit och anti-protestantiska politik. Jakob II:s konsekventa val att befordra katolska personer både inom hovet och inom armén framkallade både ilska och misstänksamhet blad de protestantiska engelsmännen. Även medlemmar av kungafamiljen tog avstånd från kungens inställning till religionen. När drottningen födde en son, James Francis Edward Stuart, öppnade detta upp för möjligheten att man kunde se fram mot en etablerad, katolsk, kungaätt. Vissa framstående medlemmar av adeln valde att konvertera till katolicismen för att främja sina karriärer. Churchill tog avstånd från detta, bland annat av rent egenintresse. Han insåg att England var på väg mot omstörtande händelser, och han var fast besluten att, till skillnad från sin far, befinna sig på den segrande sidan, och i detta läge trodde han inte att det skulle vara kungens.

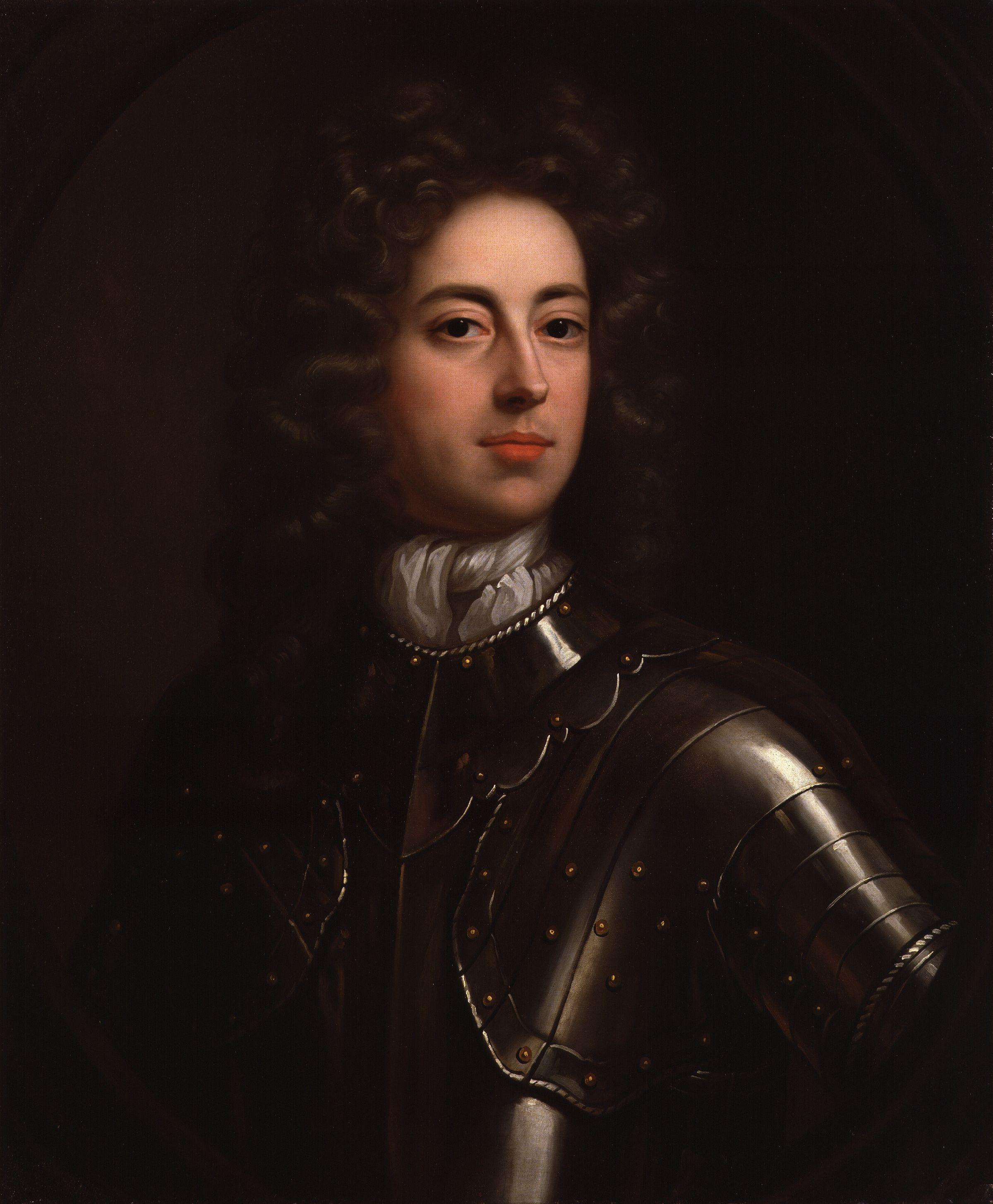
John Churchill (cirka 1685–1690) av John Closterman.

Det var sju män som inledningsvis satte sig och skrev brevet till den protestantiske holländske prinsen Vilhelm av Oranien där man inbjöd honom att invadera England och överta tronen. Bland dessa män återfanns både whigs och tories, och dessutom biskopen av London, som försäkrade prinsen att "Nitton av tjugo engelsmän vill ha en förändring". Vilhelm behövde inte mer uppmuntran utan agerade omedelbart. Även om Churchill inte hade undertecknat detta första brev, var hans inställning väl känd, och han förklarade för Vilhelms ambassadör att "Om det är något ytterligare du tror att jag kan göra för att vara till hjälp, är jag din att befalla" Churchill, som så många andra, väntade bara på ett lämpligt tillfälle att överge kungen.
Vilhelm landsteg i Torbay den 5 november 1688, och därifrån marscherade han mot Exeter. Kungens styrkor, under lord Fevershams befäl, marscherade för att möta invasionsarmén, men med föga entusiasm. Till och med prinsessan Anne skrev till Vilhelm och önskade honom lycka till. Churchill ingick fortfarande i kungens styrkor, men efter att det blivit känt att han uppmanat rojalistiska soldater att desertera, beslöt Feversham att utfärda en arresteringsorder mot honom, men kungen tvekade. Snart var det för sent. På morgonen den 24 november lämnade Churchill kungens armé, och red tillsammans med 400 av sina män till Vilhelm av Oranien. Han lämnade ett brev efter sig där han skrev att "jag hoppas att den stora gunst jag åtnjutit under Ers Majestät bevisar för Er och världen att jag nu inte handlar av egenintresse utan följer en högre princip".
När kungen såg att han inte ens kunde behålla Churchill, som så länge varit hans betrodde och lojale tjänare, gav han upp allt hopp. Jakob II, som till skillnad från Henrik av Navarra var beredd att offra ett kungarike för en mässa, flydde till Frankrike i följe med sin son och arvinge. Vilhelm hade lyckats överta tronen, utan att knappt avlossa ett skott, och han tillträdde nu och regerade tillsammans med sin hustru, Maria II av England, Jakob II:s äldsta dotter.

### Vilhelms general

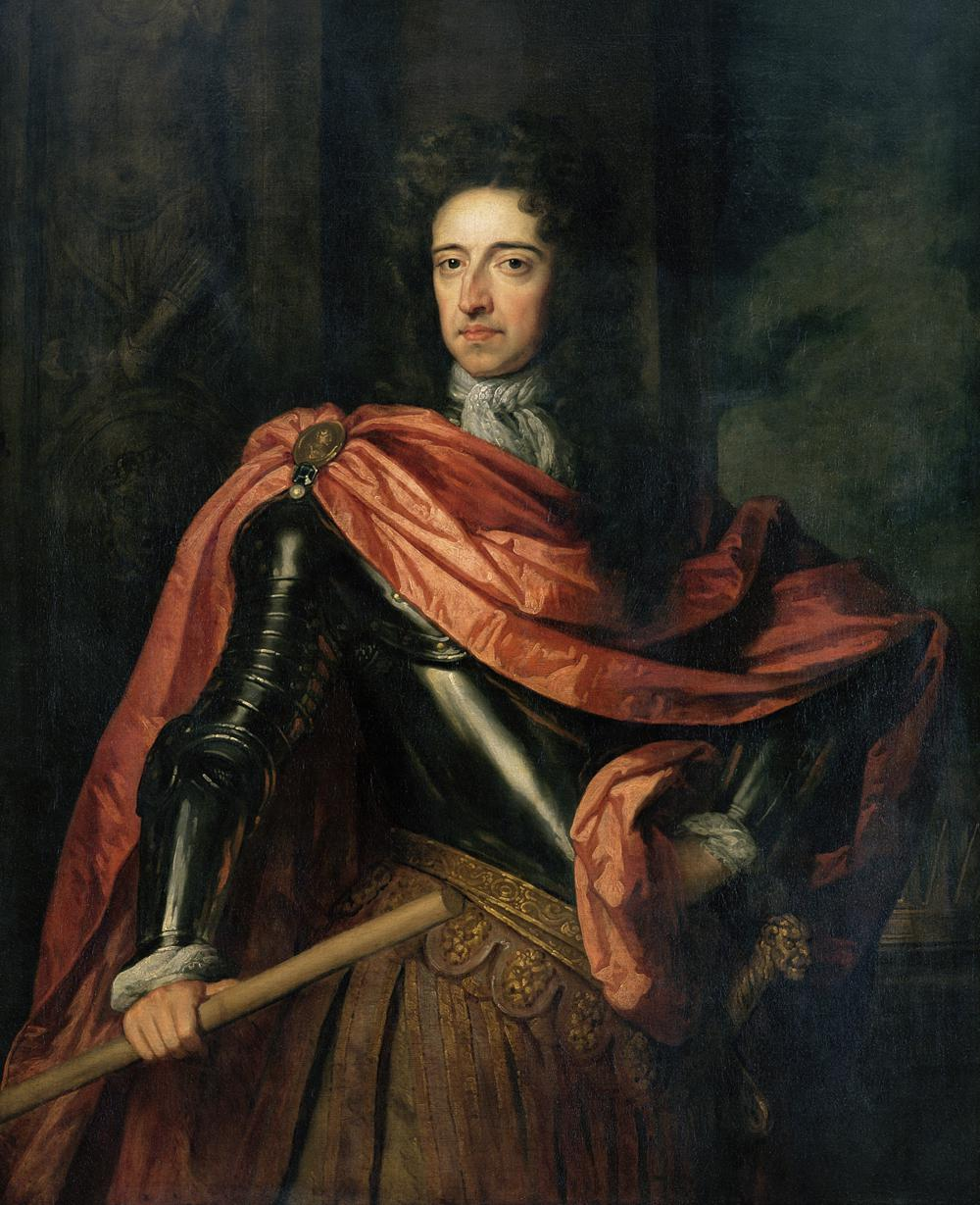
Vilhelm av Oranien (William III) av Godfrey Kneller.

I samband med Vilhelms och Marias kröning upphöjdes Churchill till earl av Marlborough, den 9 april 1689. Han blev också utsedd till medlem av kungens Privy council, och Gentleman of the King's Bedchamber. Dessa upphöjelser ledde dock till att man började anklaga honom för att på ett vanärande sätt ha förrått sin kung för att uppnå rikedom och makt, till och med Vilhelm hade svårt att lita på en man som svikit sin tidigare kung. Marlboroughs tillskyndare, däribland hans ättling sir Winston Churchill har dock ansträngt sig för att visa på att Marlboroughs handlingar styrdes av patriotism och religiös moral, medan till exempel historikern Chandler menar att det är svårt att beskriva Marlboroughs agerande som något annat än ett hänsynslöst, opportunistiskt svek gentemot en man han var skyldig tack för hela sin framgång i livet.

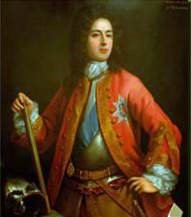
Marlborough i trettioårsåldern, av John Riley. Strumpebandsorden målades dit efter år 1707.

Marlboroughs första gärning under de nya regenterna var att omorganisera och effektivisera armén. Detta arbete tillät honom också att gynna unga officerare och därmed arbeta upp en lojal anhängarbas. Denna uppgift var mycket angelägen då det bara dröjde sex månader efter Jakobs flykt innan England gick med i kriget mot Frankrike för att försöka bryta Ludvig XIV:s offensiva utrikespolitik. Marlboroughs insatser under detta krig var mest på det administrativa planet, även om han var med, och visade stort mod, under slaget vid Walcourt den 26 augusti 1689. Han belönades för sitt mod av kungen som utsåg honom till överste i the Royal Fusiliers.
Trots hans insatser i kriget sjönk Churchills popularitet vid hovet. Vilhelm och Maria var båda misstänksamma mot Churchills, och hans hustrus, inflytande som nära vänner till prinsessan Anne, som ju egentligen hade starkare anspråk på tronen än Vilhelm. Sarah hade stöttat Anne i en serie gräl och konflikter vid hovet mellan prinsessan och drottningen, som valde att låta sin ovilja gentemot Sarah även gå ut över hennes make. Dessa konflikter fick dock läggas åt sidan när Jakob II landsteg på Irland, för att därifrån försöka invadera England och återta sin tron med hjälp av franska trupper. Marlboroughs onekliga duglighet ledde till att han utsågs till överbefälhavare, och närmaste rådgivare åt drottningen när kungen seglat till Irland. Hon lät dock tydligt förstå att hon föraktade Marlborough;"Jag kan varken uppskatta honom eller lita på honom", skrev hon till Vilhelm.
Vilhelm III:s avgörande seger i slaget vid Boyne den 1 juli 1690 tvingade Jakob II att överge sin armé och fly tillbaka till Frankrike. I augusti ansvarade Marlborough för att flottan lyckades avstänga all frakt av förnödenheter till jakobiterna på Irland, vilket var en stor framgång Cork föll den 27 september, men även om detta inte ledde till fred på Irland, så lärde det Marlborough hur viktig administration och god planering är för framgång i fält.

### Avsked och vanära

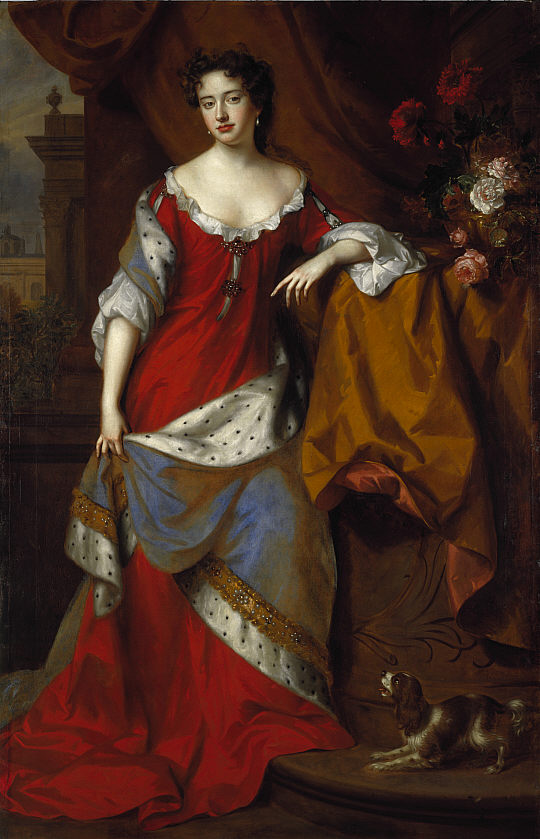
Prinsessan Anne 1683 av Willem Wissing. När drottning Maria dog barnlös 1694, blev hennes syster Anne tronarvinge.

Kung Vilhelm insåg att Marlborough var en utomordentlig militärstrateg, men hans vägran att göra honom till riddare av Strumpebandsorden, och hans samtidiga nekande svar på Marlboroughs begäran att bli utsedd till Master-General of the Ordnance, en hög post vid hovet, innebar en svår missräkning för den ambitiöse earlen, som inte heller kunde dölja hur bitter denna besvikelse gjorde honom. Genom att utnyttja sitt inflytande i parlamentet och i armén till att väcka missnöje över kungens politik att ge arméposter till utländska officerare, ville Marlborough försöka tvinga kungen att ge honom de önskade utmärkelserna. Vilhelm genomskådade dock detta, och började öppet tala om sin brist på tillit till earlen. Fredrik den stores ambassadör råkade höra kungen anmärka att "han behandlats så skamligt av Marlborough att om han inte varit kung hade han känt sig tvingad att utmana honom på en duell".
Sedan januari år 1691 hade Marlborough återupprättat kontakten med den avsatte kung Jakob II, för att försöka få hans förlåtelse för hur Marlborough övergivit honom år 1688, något earlen bedömde som klok politik ifall ödet skulle låta den avsatta kungen återfå sin krona. 
Jakob själv behöll kontakten med sina anhängare i England, vilka var ganska många, ett faktum som Vilhelm III väl kände till. Han var dock inte särskilt orolig, utan betraktade adelns trevare mot Jakob snarare som försök att gardera sig, än revolutionsförberedelser. Marlborough önskade egentligen inte att Jakob II skulle återfå tronen, men Vilhelm var mycket medveten om earlens fantastiska duglighet som militär och politiker, och insåg att Marlborough skulle kunna utgöra ett hot. "Vilhelm var inte rädd av sig, men om det fanns någon i denna värld han verkligen fruktade så var det Marlborough", skrev Thomas Macaulay.
I oktober 1691 återvände Vilhelm och Marlborough från en händelselös kampanj i Spanska Nederländerna, och vid det laget hade deras relation försämrats ytterligare. I januari beordrade drottningen, som var mycket arg på Marlborough för hans intriger i parlamentet, inom armén och hovet, att prinsessan Anne skulle avskeda Sarah från sin uppvaktning. Anne vägrade. Detta gräl, som var småaktigt från båda sidor, förebådade Marlboroughs avsked. Den 20 januari beordrade earlen av Nottingham på kungens order Marlborough att lämna ifrån sig alla sina ämbeten och äretecken, utan att någon offentlig förklaring lämnades. Han förvisades även från hovet. Marlboroughs vänner var mycket upprörda över denna behandling och finansministern Godolphin, som var en nära vän till earlen, hotade att säga upp sig. Även chefen för flottan tog Marlboroughs parti och förklarade att kungen agerade utan att visa tillbörlig tacksamhet mot den man som "placerat kronan på hans huvud".

### Högförräderi

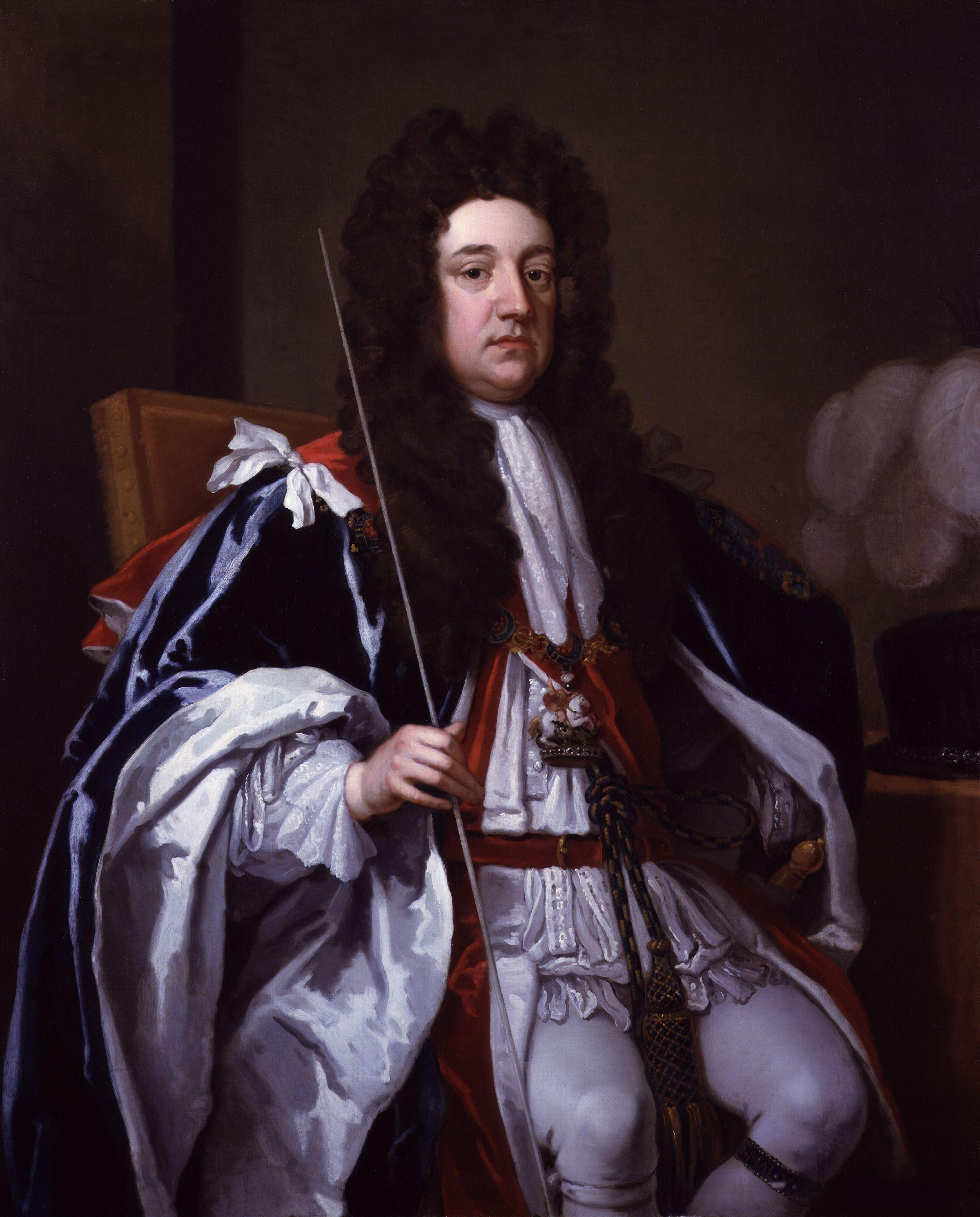
Sidney Godolphin, minister och partikamrat till Marlborough.

Marlboroughs karriär skulle möta ytterligare svåra motgångar. Under våren 1692 kom nya hot om en fransk invasion, samt jakobitiskt förräderi. En informatör hade vittnat om att en grupp adelsmän hade skrivit ett brev där de åter konspirerat om Jakob II:s återkomst till tronen, samt ett tillfångatagande av Vilhelm III. Detta hade föranlett drottningen att beordra dessa adelsmäns arrestering och en av dem var Marlborough. Han fördes till Towern den 4 maj, och där fick han sitta i fem veckor. Hans förtvivlan ökades av nyheterna om den älskade yngre sonen Charles död den 22 maj. Det visade sig dock att informatören hade vittnat falskt, och att Marlborough inte hade undertecknat något sådant brev, varför han släpptes den 15 juni. Han korresponderade dock med Jakob II, vilket senare kom att leda till den berömda händelsen med Camaret Bay-brevet år 1694.
Under flera månader hade holländarna och engelsmännen förberett ett anfall mot den franska hamnstaden Brest. Fransmännen hade fått nys om detta, vilket innebar att de kunde förstärka försvaret av staden. Detta fick till följd att det engelska anfallet den 18 juni, lett av Thomas Tollemache, blev en katastrof, de flesta av hans män dödades eller tillfångatogs, och Tollemache själv avled av sina skador strax efter slaget. Trots avsaknaden av bevis, har Marlboroughs motståndare hävdat att det var han som tipsade fienden om det planerade anfallet. Macaulay hävdar att Marlborough skrev ett brev till Jakob II den 3 maj 1694 och förrådde planerna för att försäkra sig om att Tellemache, som var en fiende till Marlborough och dessutom mycket begåvad, skulle misslyckas och helst förlora sitt goda rykte, eller till och med dödas. Historiker såsom John Paget och C. T. Atkinson menar att Marlborough skrev ett sådant brev till Jakob II, men bara när han visste att det redan var för sent för den avsatte kungen att kunna dra nytta av informationen; planen att anfalla Brest hade varit vida känd och fransmännen hade inlett förstärkningen av staden redan i april. Den framstående historikern Richard Holmes menar att det inte alls är säkert att det var Marlborough som skrev det förrädiska brevet, som blivit känt som  Camaret Bay-brevet, (det existerar inte längre), och han menar att det är svårt att föreställa sig att en så strategisk och försiktig man som Marlborough skulle ha skrivit ett sådant brev, som de facto skulle kunna orsaka hans död, strax efter att han blivit utsläppt ifrån Towern. David Chandler, en av de främsta experterna på Marlborough, menar avslutningsvis att då det inte längre är möjligt att komma fram till en absolut sanning, kanske det är bäst om historikerna praktiserar sedvanan att hellre fria än fälla i denna fråga.

### Försoning
Drottning Marias död den 28 december 1694 innebar att Vilhelm III och prinsessan Anne försonades, åtminstone till det yttre skenet. Prinsessan hade i och med systerns död blivit tronarvinge, vilket innebar att Marlborough började hysa hopp om att kunna återfå sina förlorade ämbeten. Trots att han och lady Marlborough kallades åter till hovet fick de dock inga erbjudanden om poster eller ämbeten.
År 1696 framkom åter tecken på att Marlborough, tillsammans med bland andra Godolphin, hade konspirerat med Jakob II under ledning av en militant jakobit vid namn Fenwick. Det visade sig att anklagelserna mot Marlborough var falska, inte ens kungen hade denna gång riktigt trott på informationen. Inte förrän 1698, ett år efter att kriget mot Frankrike tagit slut, stabiliserades förhållandet mellan kungen och Marlborough mer varaktigt. En gemensam vän, lord Sunderland, lyckades få dem att lägga gammalt groll bakom sig, och Marlborough återfick sina titlar och sin plats i kungens Privy council. Han utsågs också till guvernör åt prinsessan Annes son, den unge hertigen av Gloucester. Marlboroughs son John utsågs till Master of Horse. När Vilhelm reste till Holland i juli utsågs Marlborough till en av de män som i kungens frånvaro skulle utöva regentskapet i England. Då och då fick dock deras olika politiska åsikter kungen och earlen att hamna i konflikt, vilket vid ett tillfälle fick Marlborough att beklaga sig över att "Kungen fortsätter att behandla mig kallt."

## Senare karriär, ålderdom och död (1700–22)

### Spanska tronföljdskriget

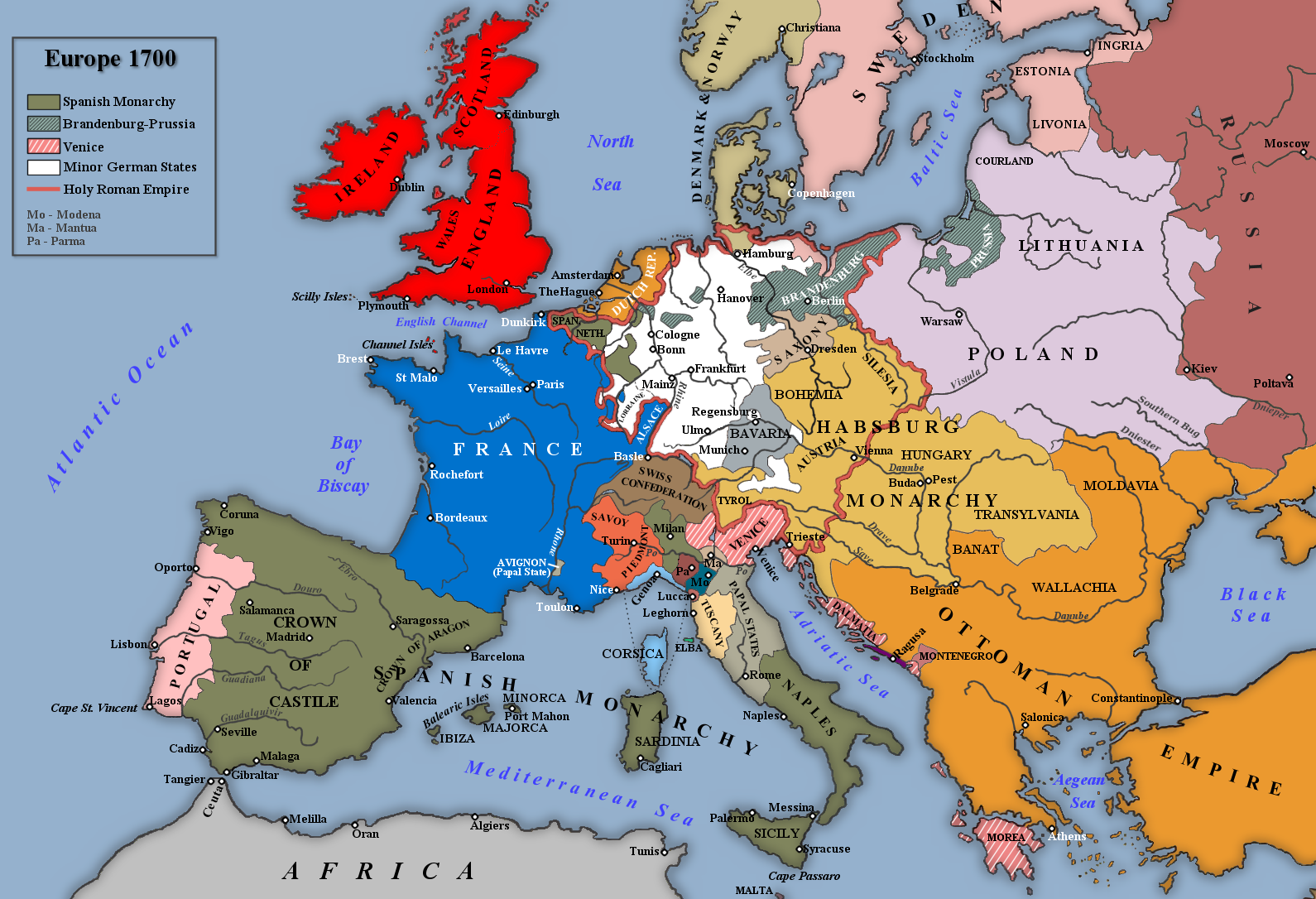
Europa vid spanska tronföljdskrigets början. Marlborough kom huvudsakligen att kriga i Nederländerna.

När den sjuklige och barnlöse kung Karl II av Spanien avled den 1 november 1700, ledde detta till ett krig i Europa kring den spanska tronföljden och makten över det spanska imperiet. På sin dödsbädd hade Karl II lämnat kronan i arv till Ludvig XIV:s sonson, Filip, hertig av Anjou, vilket England inte kunde acceptera då det skulle betyda att ätten Bourbon skulle komma att styra både Frankrike och Spanien. I denna åsikt instämde även Holland, och den österrikiske kejsaren Leopold I, som själv kunde hävda arvsrätt till den spanska kronan. Då Vilhelm III var svårt sjuk, själv betraktade han sig som döende, och kungen kände till både Marlboroughs överlägsna duglighet som befälhavare och hans nära relation till tronföljaren prinsessan Anne, bestämde han sig för att utse Marlborough till överbefälhavare och ambassadör i Haag. Marlboroughs främsta uppdrag var att förhandla fram en ny allians med Holland och Österrike.

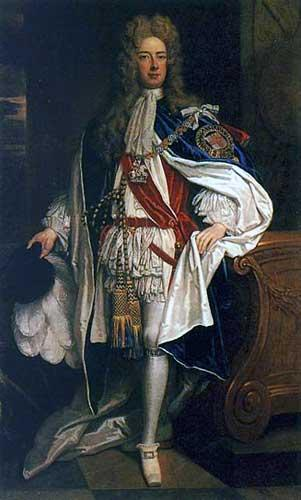
John Churchill, 1:e hertig av Marlborough av Godfrey Kneller, här iförd sin dräkt som riddare av Strumpebandsorden.

Den 7 september 1701 skrevs alliansen mellan England, Österrike och Holland under, i syfte att häva Ludvig XIV:s maktställning i Europa. Vilhelm III fick dock aldrig uppleva den engelska krigsförklaringen. Den 8 mars avled den sjuklige kungen av skadorna han ådragit sig i samband med en ridolycka. Detta innebar att Prinsessan Anne efterträdde honom på tronen som Anna I av Storbritannien. Detta fick till följd att Marlboroughs ställning förstärktes, på grund av hans vänskap med den nya drottningen  Anne ville belöna honom för hans trogna vänskap och långa tjänst, och öste utmärkelser över både honom och hans hustru, bland annat fick Marlborough nu den länge efterlängtade Strumpebandsorden. Paret Marlborough ägde nu ett enormt inflytande vid hovet, och hade den astronomiska inkomsten 60 000 pund om året, vilket motsvarar över 4 miljoner pund i dagens valuta.

#### Krigets inledningsskede
Den 4 maj 1702 förklarade England formellt krig mot Frankrike. Marlborough blev överbefälhavare över de engelska, nederländska och inhyrda tyska styrkorna, trots att han aldrig fört befäl över en så stor armé, och flera av de nederländska och tyska generaler som nu kom att lyda under honom hade mer erfarenhet än han. Hans befäl hade vissa begränsningar dock, han kunde bara befalla över de andra nationernas soldater, när de låg i aktiv strid tillsammans med brittiska förband. Annars var han tvungen att förlita sig på sin diplomatiska övertalningsförmåga. Det visade sig snart att Marlborough skickligt klarade av att hantera situationen, och kriget inleddes lyckosamt med segrar för de allierade bland annat i slagen vid Venlo och Liège. Detta fick till följd att den tacksamma drottningen i december upphöjde Marlborough till hertig.
Den 9 februari 1703, snart efter Marlboroughs upphöjelse, gifte sig hertigparets dotter Elizabeth med Scroop Egerton, 1:e hertig av Bridgewater. Sommaren därpå gifte sig dottern Mary med John Montagu, 2:e hertig av Montagu. Deras två äldre döttrar hade redan gift sig; Henrietta med Godolphins son, Francis, och Anne med den hetlevrade och oberäknelige Charles Spencer, 3:e earl av Sunderland. Tyvärr grusades Marlboroughs förhoppningar om att själv grunda en framstående dynasti när hans äldste son och enda manlige arvinge dog den 20 februari 1703 efter att ha drabbats av smittkoppor. .
Trots sorgen efter sonen återvände hertigen till Haag i början av mars. Marlborough ville tvinga fram ett avgörande slag mot fransmännen, men hindrades av de mer tveksamma holländarna. Även i sitt eget hemland möttes Marlborough med tveksamhet när han presenterade sin plan, då parlamentet prioriterade sina intressen i handel och utökning av kolonierna framför hjältedåd på kontinenten. Många brittiska politiker ansåg att det vore bättre att föra kriget till sjöss än, som Marlborough förespråkade, inleda en stor kampanj på kontinenten. Marlborough kunde dock fortsätta med en lyckosam stridsföring, vilket innebar att hans internationella rykte som befälhavare stärktes, och framgångarna han hade uppnått under 1703, kom snart att övertrumfas av Blenheim-kampanjen.

#### Blenheim och Ramillies

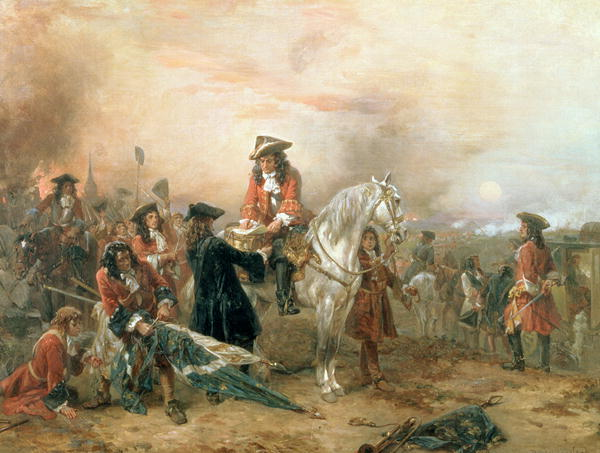
Marlborough skriver till drottningen om segern vid Blenheim, av Robert Alexander Hillingford.

Pressat av fransmännen och bayrarna i väster, och av ungerska rebeller i öster, var det nära att Österrike tvingades ge upp kriget. Oro för situationen i Wien och i södra Tyskland fick Marlborough att fatta beslutet att det var tvunget att skicka förstärkningar, men hans plan att ta initiativet från fienden var mycket djärv. Han var bland annat tvungen att vilseleda sina holländska allierade, då de skulle ha motsatt sig varje försök att ta resurser från Spanska Nederländerna.
En kombination av strategiskt lurendrejeri och briljant administration ledde till att hertigen lyckades i sitt uppsåt. Efter att ha marscherat från Nederländerna mötte den allierade armén fienden i en serie slag vid Donau. Det avgörande slaget kom den 13 augusti när Marlborough åstadkom en förkrossande seger över fransmännen och de bayerska styrkorna i slaget vid Blenheim. Historikern John Lynn har beskrivit Marlboroughs prestation som "den mest lysande i världshistorien före Napoleon", och detta slag förändrade hela krigets förlopp. Bayern tvingades ge upp och Ludvig XIV kunde inte hoppas på en snabb seger längre. När sedan Marlborough även segrade i slag vid Landau och Trier, framstod han som Europas främste fältherre. Till och med hans politiska motståndare i England hyllade hans insatser i kriget.

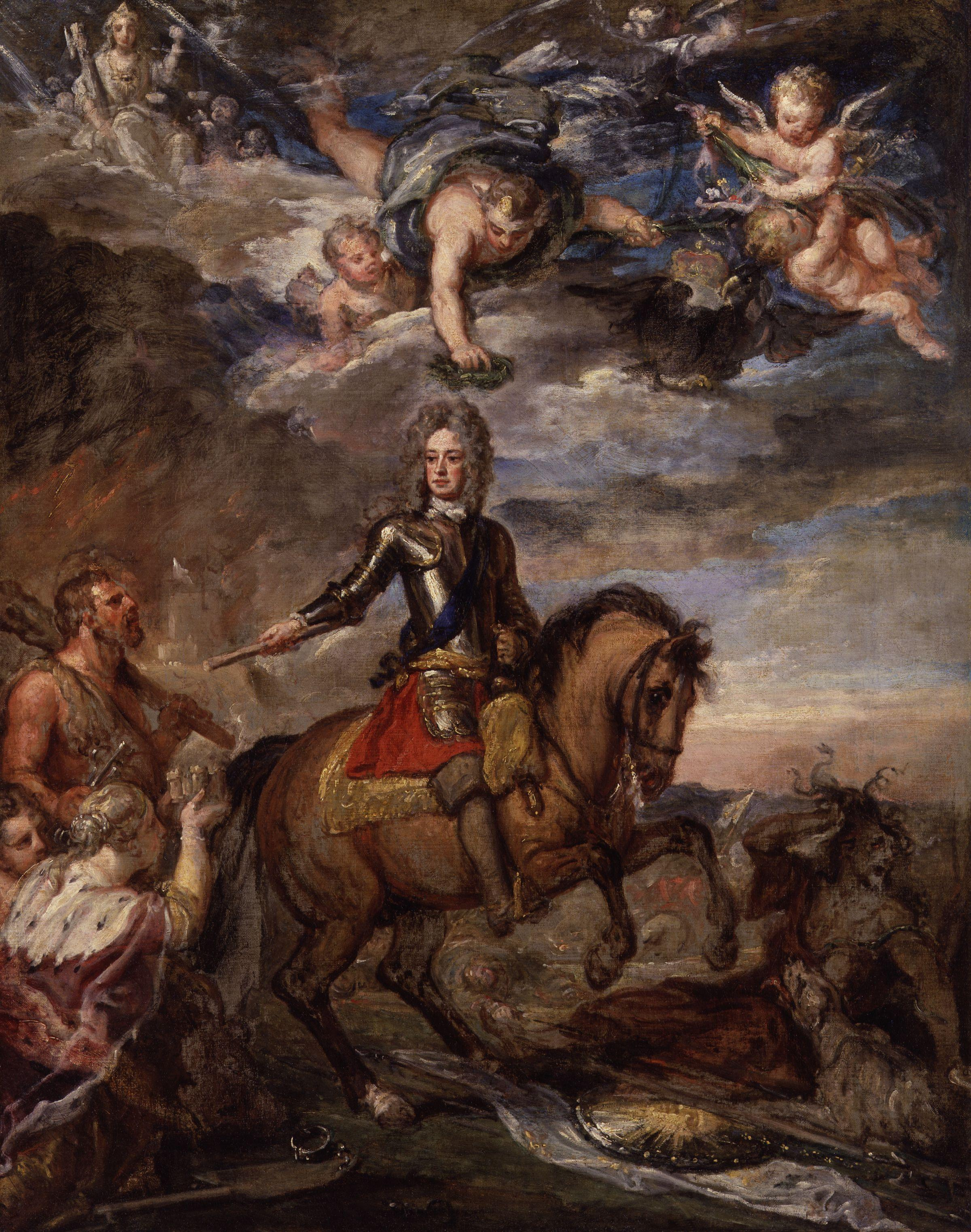
Denna olja av Godfrey Kneller visar hur hertigen triumferar efter segern vid Blenheim.

Drottningen belönade Marlborough för hans segrar genom att ge honom den gamla kungliga herrgården i Woodstock, där hon lovade honom ett nytt palats; Blenheim Palace. Förhållandet mellan drottningen och hertiginnan av Marlborough hade dock försämrats under hertigens frånvaro. Den främsta orsaken till detta var att Sarah öppet hade understött flera av drottningens främsta meningsmotståndare i parlamentet. Drottningen, som inte längre var den unga, timida kvinna som tidigare låtit sig domineras av sin starkare väninna, hade även kommit att allt mer tycka illa om Sarahs dominanta sätt. Sarahs taktlöshet och brist på diplomatisk fingertoppskänsla gentemot drottningen kom att skada deras förhållande alltmer, och även att gå ut över hennes makes karriär under de kommande åren.
Efter dessa framgångar erbjöd sig Kejsar Leopold att upphöja Marlborough till prins av det lilla furstendömet Mindelheim som ingick i det tysk-romerska riket. Drottningen gick med på detta, men fortsättningsvis så började krigsframgångarna att bli mer sällsynta. Den planerade invasionen av Frankrike via Moseldalen fick hertigen avstå från på grund av att hans allierade tvekade, och Marlborough tvingades retirera mot Nederländerna. Fransmännen, såväl som Marlboroughs politiska motståndare på hemmaplan, tog detta misslyckande som ett tecken på att Blenheim bara hade varit ett lyckokast, och att Marlboroughs skicklighet som fältherre hade överdrivits.
En annan motgång Marlborough tvingades uppleva i början av år 1706 var att fransmännen lyckades vinna en serie viktiga segrar i Italien. Hertigen beslutade sig för att marschera för att möta den franska armén, och Ludvig XIV var lika angelägen om att ett avgörande möte med Monsieur Marlbrouck skulle komma till stånd. Det avgörande slaget kom att stå vid Ramillies den 23 maj, och var en fantastisk seger för Marlborough. Hertigen hade förlorat mindre än 3 000 man, medan Frankrike hade förlorat mer än 20 000 soldater. Efter detta följde förlust efter förlust för fransmännen; "Det är som en dröm" skrev Marlborough till Sarah. I och med detta var hertigens rykte återupprättat.

#### I onåd

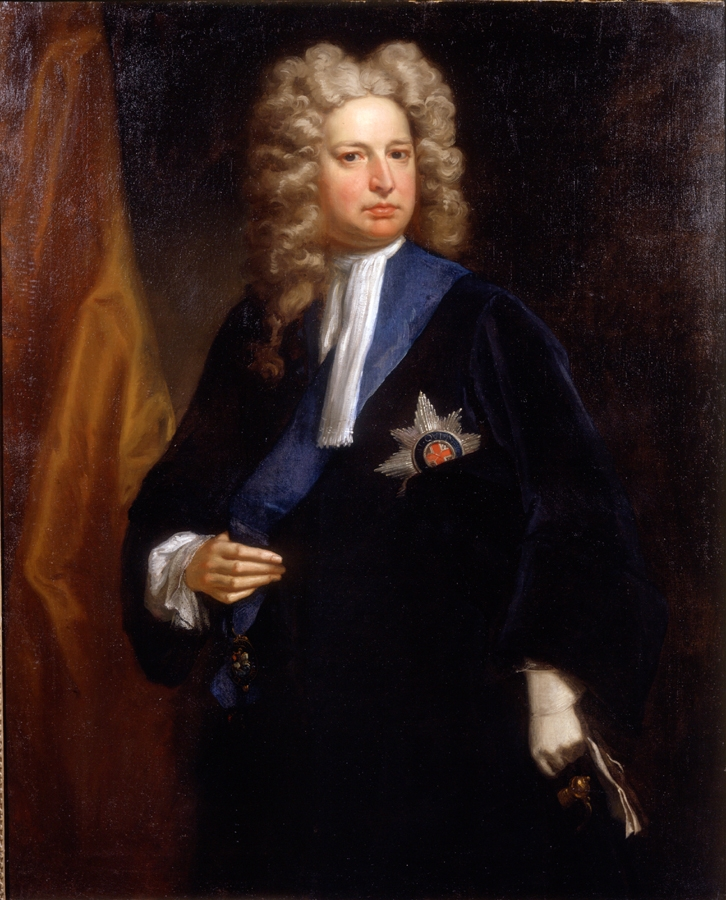
Robert Harley av Jonathan Richardson cirka 1710. Harley blev Marlboroughs ärkefiende.

Medan Marlborough fortfarande stred i Nederländerna kom en serie händelser på det privata och politiska planet att sätta punkt för hans period av framgångar. Som tidigare nämnts hade Sarahs vänskap med drottningen blivit ansträngd, efter att Sarah på ett taktlöst sätt stöttat whigs i en konflikt med drottningen, där partiet mot drottningens vilja tvingat fram en utnämning av lord Sunderland (Marlboroughs svärson) till utrikesminister. Drottningen, som avskydde Sunderland, kunde inte förlåta Sarah hennes svek, och blev istället alltmer god vän med Sarahs kusin Abigail Masham, medan Sarah själv hamnade i hovets periferi.

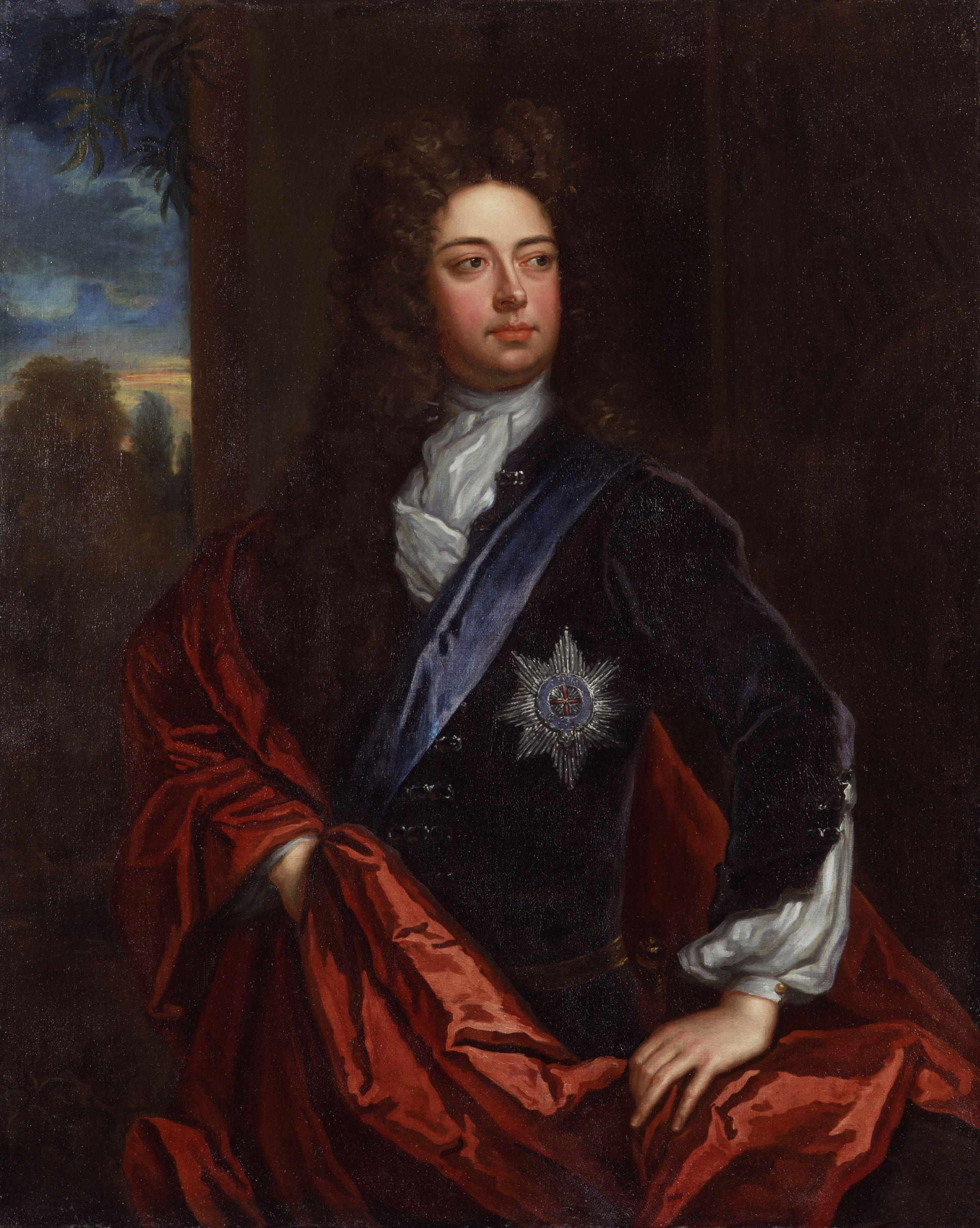
John Churchill, 1:e hertig av Marlborough av Godfrey Kneller.

Efter sin seger vid Ramillies återvände Marlborough till England där han hyllades av parlamentet som belönade honom genom att göra hans arvingar oavsett kön arvsberättigade till hans titlar "så att minnet av hans bragder aldrig ska glömmas bort för att ingen kan föra hans namn vidare". År 1707 ökade dock Frankrikes framgångar i kriget, och både inom Storbritannien och inom alliansen började man åter gräla om diplomati och politik. Fransmännen hade dessutom hoppats på att kunna få med Karl XII i kriget på sin sida, men efter att Marlborough sammanträffat med kungen i hans läger i Altranstädt valde Karl XII att hålla sig utanför konflikten. Dock ledde de franska framgångarna i fält till att hertigen fick kämpa förgäves för att få holländarna med på ett utökat fälttåg. Prince Eugene's Battle of Toulon (1707) .
Marlboroughs fiender bland Tories, främst Robert Harley, valde denna tidpunkt att attackera hertigen, och menade att han vanskött hela kriget. Även partikollegor utnyttjade det faktum att det uppstått en schism mellan drottningen och paret Marlborough till att kritisera hans befäl inför drottningen i hopp om att på detta sätt själva kunna avancera. Detta ledde till öppen konflikt i parlamentet, vilket fick till följd att flera ministrar, däribland Harley, tvingades lämna sina poster till drottningens förtvivlan, då Whigs och Marlborough ännu hade alltför stor makt för att kunna fällas. Kampen slutade alltså med att Marlborough ännu en tid kunde hålla sig kvar vid makten, men hans vänskap med drottningen var i princip förbrukad.

#### Oudenarde och Malplaquet

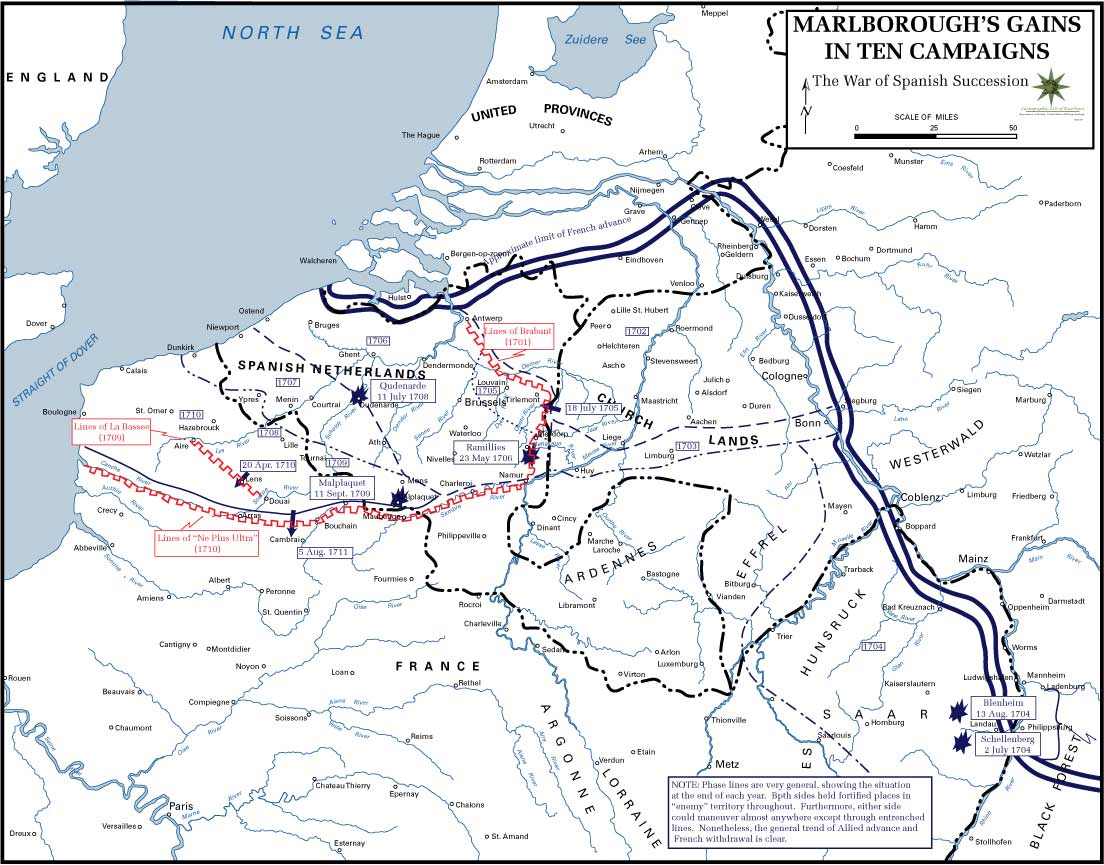
Marlboroughs stora slag och belägringar i spanska tronföljdskriget. Under det decennium han förde befälet kämpade han i fem stora slag och belägrade samt besegrade mer än trettio av fiendens fort.

De militära bakslag som präglat slutet av 1707 fortsatte under de första månaderna av 1708, till exempel så förlorades både Brygge och Gent till fransmännen. Det var svårt för Marlborough under denna tid att förbli optimistisk om krigets utgång, men han beredde sig ändå för att försöka ta tillbaka initiativet. Hans plan gick ut på att försöka kopiera det tidigare årets anfallskrig på två fronter, med den skillnaden att man denna gång skulle fokusera på att segra i Nederländerna. Marlborough tågade alltså mot den franska huvudstyrkan. Hertigens seger i slaget vid Oudenarde var en katastrof för Frankrike. Marlborough ville följa upp denna seger genom att marschera direkt mot Paris, men holländarnas tvekan fick honom istället att besluta sig för att belägra Lille, som kapitulerade den 22 oktober. 1708 blev alltså ett framgångsrikt år för England, huvudsakligen tack vare Marlboroughs överlägsna strategiska begåvning och administrativa skicklighet. De allierade tog även tillbaka Brygge och Gent.
Medan Marlborough skördade segrar på slagfältet lyckades hans hustru Sarah förstöra den vänskap som ännu bestått mellan henne och drottningen genom att fortsätta att intrigera vid hovet för att främja drottningens politiska motståndares intressen. Hertiginnans småaktiga förföljelse av drottningens nya väninna Abigail, och den avsatta ministern Harley som var en privat vän till drottningen, tjänade ytterligare till att öka fiendskapen mellan drottningen och Sarah. Sarah kunde ha kvar sin post vid hovet, enbart tack vare att drottningen behövde hertigen som överbefälhavare.
Efter de genomlidna förlusterna i kombination med den svåraste vintern i mannaminne var Frankrike nära att ge kriget förlorat. De villkor de allierade ställde för en fred när man träffades i Haag i juni för att förhandla var dock sådana att Frankrike inte kunde acceptera. Marlborough, whigs och de nederländska allierade var alla alltför ärelystna för att gå med på en rimlig fredsuppgörelse. I desperation beordrade Ludvig XIV sin armé att anfalla fienden vid Malplaquet. Detta slag vanns efter stora ansträngningar av de allierade, men segern var dyrköpt. England förlorade nästan dubbelt så många soldater i detta slag som Frankrike gjorde, och Marlborough erkände efteråt att Frankrike hade varit en formidabel fiende.
När Marlborough återvände till England använde hans fiender, anförda av Harley som nu var partiledare för Tory-partiet, de fruktansvärda förlusterna i människoliv i slaget vid Malplaquet som ett vapen för att smutsa ner hertigens rykte och undergräva hans ställning. Man sökte övertala folket att hertigen, och Whigs som stöttade hans politik, var på väg att störta landet i fördärvet.

#### Slutspel

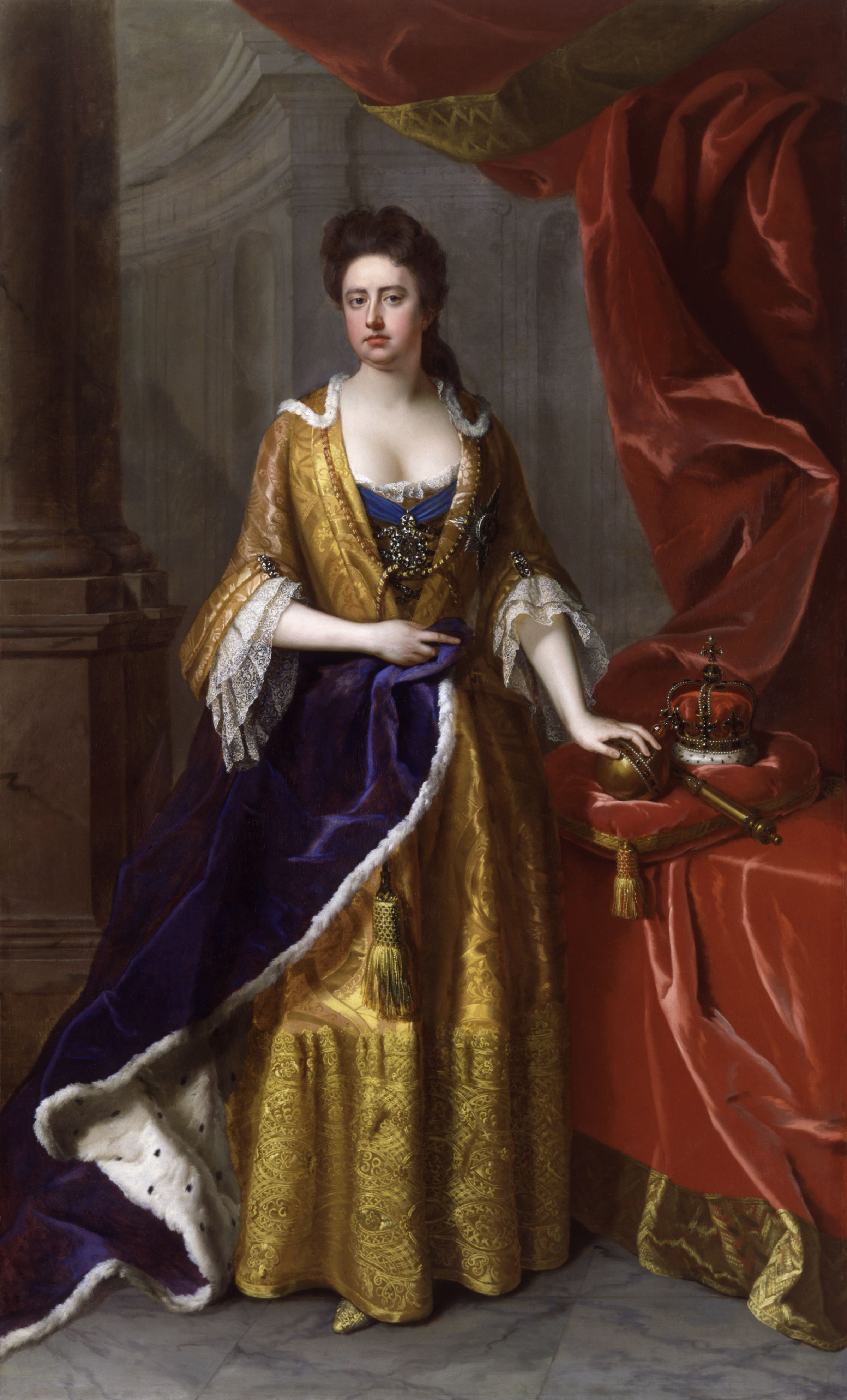
Drottning Anna av Michael Dahl.

Före Malplaquet hade de allierade trott att ett sista stort slag var vad som krävdes för att kunna tvinga Ludvig XIV till en villkorslös kapitulation. Efter denna pyrrhusseger var det dock tydligt att man skulle tvingas förhandla fram en mindre gynnsam fred. I mars 1710 inleddes nya förhandlingar men kravet som de engelska Whig-ministrarna ställde, att Ludvig XIV skulle ta ifrån sin sonson Filip den spanska tronen, kunde den franske kungen inte gå med på. Även om Marlborough offentligt höll med sin regering, uttalade han privat misströstan om att någonsin kunna förhandla fram en fred på de villkoren.
I England lyckades hertigens fiender utmåla de utdragna förhandlingarna som ett knep från Marlboroughs sida för att dra personlig vinning av ett förlängt krig. Det var i verkligheten med stor motvilja hertigen åter gav sig ut i fält under detta år. Hans frånvaro utnyttjades nu av hans ärkefiende Harley till att övertala drottningen att låta upplösa parlamentet. Sunderland avskedades i juni och hertigens gamle vän Godolphin tvingades sluta i augusti. Fler följde snart efter, och när valet hade hållits i oktober var Torys seger överlägsen vilket innebar att den nya regeringen beslöt sig för att bara behålla Marlborough som befälhavare tills de lyckats förhandla fram en snabb fred.
Marlborugh återvände, trött och sliten, till England i november. Han hade hamnat i ytterligare konflikter med drottningen, som både nekat honom militära titlar och befogenheter han begärt, samt lagt sig i hans strategiska beslut. Då drottningens inställning till hertigen därigenom blev åskådliggjord, var detta mycket skadligt för Marlboroughs ställning. Ett enormt avbräck för hertigparet blev det när drottningen dessutom tog tillfället i akt att avskeda Sarah och tvinga henne att återlämna sina tjänstetecken på ett mycket förnedrande sätt. Sarah drog sig kränkt tillbaka till parets nybyggda palats Marlborough House.

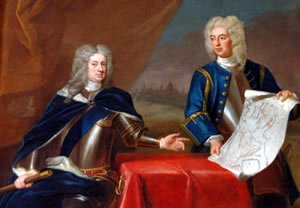
Marlborough planerar en belägring tillsammans med en av sina ingenjörer.

Trots besvikelsen över den behandling han och hustrun rönt av drottningen återvände en trött Marlborough till Haag för ett sista fälttåg. Genom att använda sig av såväl psykologisk list som strategisk planering lyckades hertigen föra sin armé genom fiendens första linjer utan att förlora några män, och därefter inleda en belägring av Bouchain. Fransmännen tvingades kapitulera villkorslöst, och segern blev kanske Marlboroughs största, den har åtminstone hyllats av historikerna då den byggde snarare på list än på överlägsen styrka.
För Marlborough var dock slutet nära. Hans strategiska segrar under 1711 gjorde det sannolikt att de allierade skulle marschera mot Paris kommande år, men Harley och den brittiska regeringen hade inga planer på att låta kriget fortgå, utan hade inlett hemliga förhandlingar med fransmännen. Marlborough hade länge misstänkt att detta var på gång, men han ville inte överge sina holländska allierade, varför han tog ställning med Whigs mot regeringens fredsförhandlingar. Drottningen, som sedan länge velat få slut på kriget, försökte övertala hertigen att ge efter, men misslyckades. Anne offentliggjorde då att förhandlingar pågick, "trots att det finns de som njuter av att föra krig", - en tydlig känga åt Marlborough.

#### Avsked
För att förhindra att striderna tog fart igen under våren beslutade sig Harley, som nu upphöjts till earl av Oxford, för att ersätta Marlborough med en befälhavare som var bättre vän med Torypartiet, och mindre lojal mot holländarna. För att åstadkomma detta anklagade Oxford (Harley) hertigen för att vara korrumperad. Till sin hjälp hade Oxford bland annat författaren Jonathan Swift som skrev propaganda vars syfte var att svartmåla hertigen.
I underhuset presenterades två huvudanklagelser mot Marlborough; för det första så menade man att han hade tagit emot över £63,000 i mutor från holländska köpmän och hantverkare, för det andra menade man att han hade stulit 2,5% från lönerna som var ämnade för de legostyrkor som anställts, sammanlagt £280 000. Trots att Marlborough kunde motbevisa dessa anklagelser med dokument som visade att han hade fått tillåtelse att hantera dessa summor som han gjort, var de tillräckliga för att få drottningen att ta ifrån honom hans befäl. Parlamentet beslutade att hertigens agerande varit olagligt. Det är värt att lägga märke till att när Marlboroughs ersättare åkte till Haag för att ta över befälet, så var han utrustad med drottningens skriftliga tillåtelse att ta ut exakt de summor, på samma sätt, som precis befunnits olagliga i Marlboroughs fall.
De allierade var chockade av Marlboroughs avsked. Fransmännen däremot gladde sig väldigt över att deras främste fiende avlägsnats. Oxford (Harley) var fast besluten att få slut på kriget och beordrade den nye befälhavaren att inte ta till vapen, vad som än hände. Marlborough försökte väcka opinion i England, men han bekämpades av sina politiska motståndare och av pressen. Utmattad av denna kamp och trött på de ekonomiska bekymmer som bland annat gjorde det svårt för honom att färdigställa Blenheim Palace, valde Marlborough att gå i frivillig exil. Efter att ha varit på Godolphins begravning den 7 oktober åkte han till kontinenten i december 1712.

### Tagen till nåder

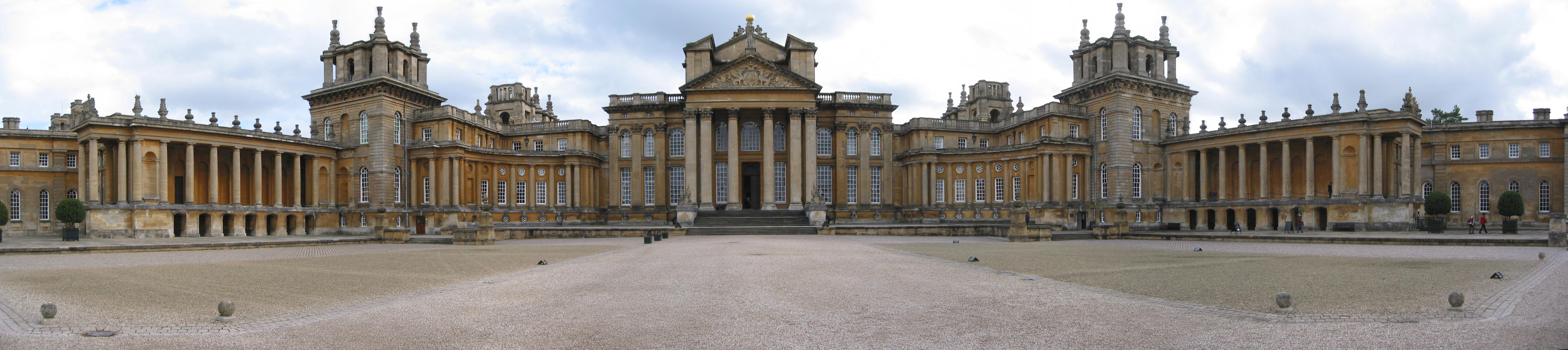
John Vanbrughs Blenheim Palace. Arbetet på slottet inleddes år 1705, men på grund av ekonomiska bekymmer kunde "stenhögen" som hertiginnan kallade det, inte byggas färdigt förrän år 1733.

Marlborough välkomnades och firades på kontinenten där han behandlades inte bara som en stor fältherre utan även respekterades såsom en av det tysk-romerska rikets furstar. Sarah anslöt sig till honom i februari 1713, och njöt av den respekt som visades både henne och hennes man. Hertigparet hann också med ett besök i sitt furstendöme, som hertigen var övertygad om skulle återlämnas till Bayern i samband med fredsförhandlingarna.
Under sina resor såg Marlborough till att hålla tät kontakt med hovet i Hannover, där fursten Georg var drottning Annes arvinge och närmaste manliga släkting. Marlborough ville förbereda ett lugnt maktövertagande för tronarvingen vid drottningens frånfälle. Han höll även kontakterna med jakobiterna vid liv, vilket kan ha varit anledningen till att han trots att han varit den blivande Georg I av England behjälplig i detta skede, ändå inte utsågs till hans förste minister efter kungens trontillträde.

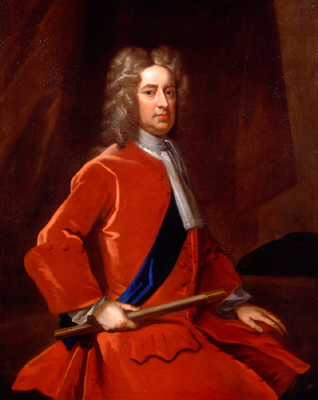
Marlborough av Enoch Seeman. Detta sena porträtt visar hertigen omkring 1716, alltså efter hans slaganfall.

Representanter för Frankrike, Storbritannien och Holland skrev under freden i Utrecht den 11 april 1713, kejsaren och hans tyska allierade skrev under året därpå. Denna fred visade att Storbritannien nu var en stormakt. Internt var dock nationen splittrad i en frän strid mellan Whigs och Tories, och anhängare till ätten Hannover respektive Stuart i tronföljdsfrågan. Earlen av Oxford hade så engagerat sig i dessa stridigheter att regeringen fullständigt tappat förmågan att regera. Marlborough hade hållit sig väl insatt i utvecklingen under sin frånvaro, och många såg honom fortfarande som en inflytelserik person då man visste att drottningen ändå fortfarande hade kvar minnet av deras tidigare, betydelsefulla vänskap. När hans dotter Elizabeth dog i smittkoppor i mars 1714 skrev Marlborough ett brev till drottningen. Även om innehållet i brevet är okänt är det möjligt att Anne lät sända efter honom. Hur som helst förefaller de ha nått någon form av överenskommelse om att hertigen skulle återfå sina tidigare ämbeten..
Oxfords period vid makten var därmed slut och drottningen ville att Marlborough skulle ta över för att förbereda ett smidigt trontillträde för hennes efterträdare. Drottningen var dock redan svårt sjuk, och samma dag som hertigen landsteg i England, den 1 augusti 1714, avled hon. Drottningens Privy Council utropade omedelbart Georg av Hannover till ny kung av England, och utmanövrerade därmed jakobiterna. Tronskiftet var illavarslande för Oxford som varit jakobit, och han sändes också till Towern. Marlborough däremot togs emot med stor välvilja av den nye kungen, även om denne inte riktigt kunde förlåta att hertigen även hållit sig väl med jakobiterna. Marlboroughs ämbeten bekräftades dock av Georg, och hertigen blev en mycket inflytelserik man vid det nya hovet. Hertigens hälsa hade dock börjat svika honom, och den 28 maj 1716, strax efter hans dotters, Anne grevinna av Sunderland, död råkade han ut för ett slaganfall. Ännu en stroke följde i november. Han fick svårt att tala, men förblev vid klart medvetande. Han förmådde till och med besöka Blenheim för att se hur bygget fortskred, och han var med i parlamentet och röstade för att Oxford skulle åtalas.
År 1719 kunde hertigparet flytta in i den första färdigställda flygeln på Blenheim, men Marlborough hann bara njuta av sitt nya palats i tre år. I juni 1722 drabbades han av ett nytt slaganfall, strax efter sin 72:a födelsedag. Hertigen av Marlborough avled den 16 juni 1722 och begravdes till en början i Westminster Abbey. När Sarah avled år 1744 lämnade hon instruktioner om att hans kropp skulle flyttas så att de kunde vila tillsammans. Båda är nu begravda i ett gravvalv i kapellet i Blenheim Palace.

## Barn
De av hertigens och hertiginnans av Marlborough barn som levde till vuxen ålder, gifte in sig i några av de mest framstående familjerna i Storbritannien.
| Bild | Namn                                                                                    | Födelsedatum     | Dödsdatum        | Kort levnadsbeskrivning |
| ---- | --------------------------------------------------------------------------------------- | ---------------- | ---------------- | --- |
| —    | Harriet Churchill                                                                       | oktober 1679     | oktober 1679     | Dog som nyfödd |
|      | Henrietta Churchill (gift Godolphin), 2:a hertiginna av Marlborough i kraft av arvsrätt | 19 juli 1681     | 24 oktober 1733  | Gifte sig med Francis Godolphin den 23 april 1698. |
|      | Anne Churchill (gift Spencer)                                                           | 27 februari 1683 | 15 april 1716    | Anne gifte sig med politikern, medlemmen av Whig-partiet, Charles Spencer, 3:e earl av Sunderland den 14 september 1699. Efter systern Henriettas död 1733 var det Annes son Charles Spencer som ärvde titeln hertig av Marlborough. Annes yngre son John blev grundaren av ätten med titeln earl Spencer och är därmed anfader till Diana, prinsessa av Wales. |
| —    | John Churchill, markis av Blandford                                                     | 13 februari 1686 | 20 februari 1703 | John, markis av Blandford var arvinge till hertigdömet, men då han dog barnlös år 1703 fick hans syster Henrietta ärva titeln i enlighet med parlamentsbeslutet att titeln för evigt skulle ärvas av den förste hertigens arvingar, oavsett kön. |
| —    | Elizabeth Churchill (gift Egerton)                                                      | 15 mars 1687     | 22 mars 1713/14  | Gifte sig med Scroop Egerton, 4:e earl av Bridgewater (1720 upphöjd till 1:e hertig av Bridgewater). Hennes ättlingar finns inom denna familj. |
| —    | Mary Churchill (gift Montagu)                                                           | 15 juli 1689     | 14 maj 1751      | Gifte sig med John Montagu, 2:e hertig av Montagu den 17 mars 1705, och hennes ättlingar finns inom denna familj. |
| —    | Charles Churchill                                                                       | 19 augusti 1690  | 22 maj 1692      | Dog i spädbarnsåldern |

## Historiens syn på Marlborough

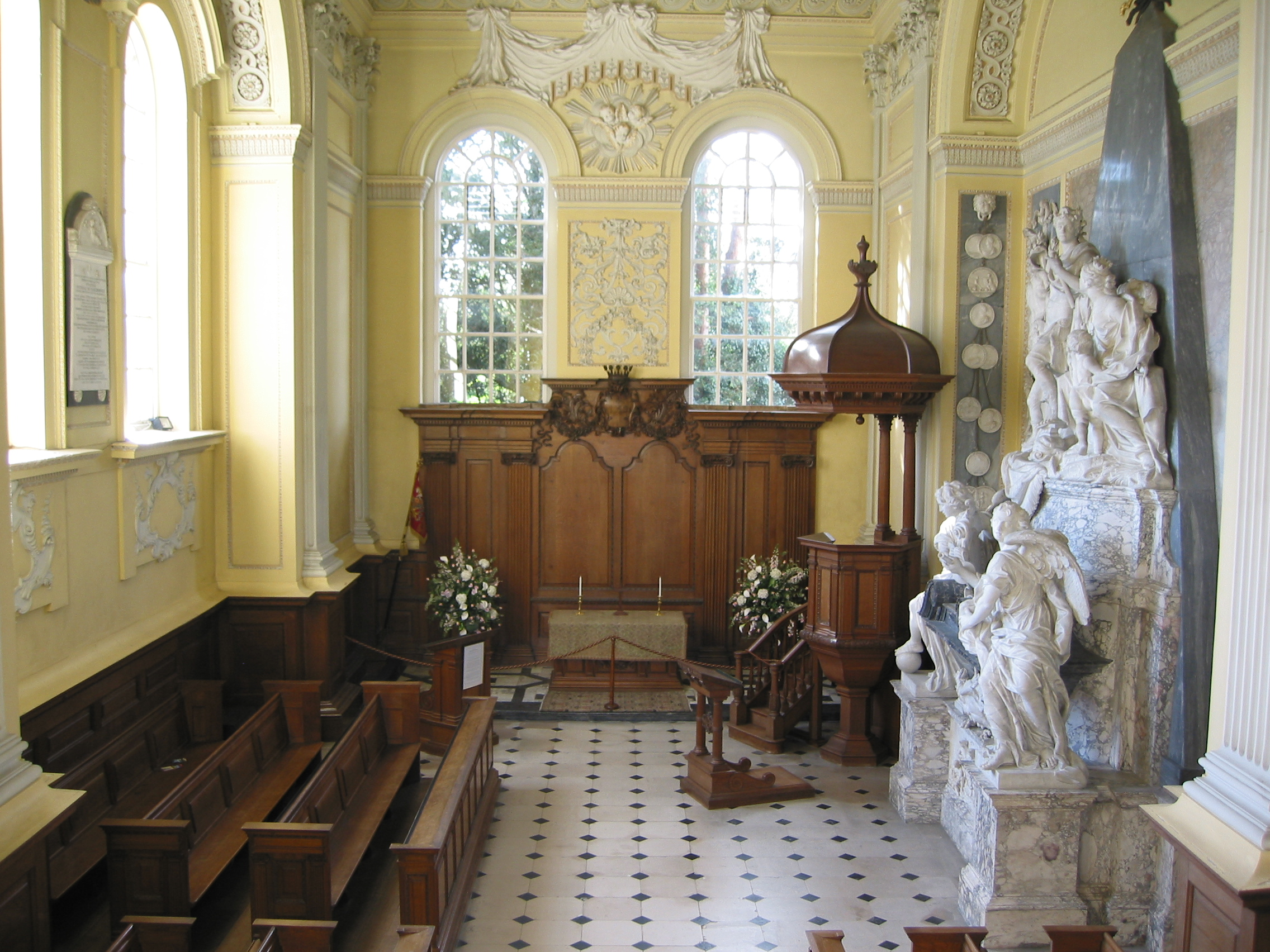
Hertigens och hertiginnans av Marlborough gravplats i kapellet i Blenheim Palace.

### Mannen
Militärhistoriker som David Chandler och Richard Holmes är överens om att Marlborough är den störste fältherren i Englands historia, en uppfattning som delas av hertigen av Wellington som inte kunde föreställa sig något större än "Marlborough i spetsen för en engelsk armé". Thomas Macaulay däremot, som var en historiker med starka Whig-sympatier, kritiserar Marlborough mycket skarpt i sin History of England Macaulays bild av Marlborough har hämtat mycket inspiration från de nedsättande pamfletter som författades av Jonathan Swift. Det var som ett svar på Macaulays History som Winston Churchill skrev sin biografi i fyra band Marlborough: His Life and Times.
Marlborough var hänsynslöst äregirig, ständigt på jakt efter makt, pengar och social ställning vilket gav honom ett rykte i samtiden av att vara en streber. Dessa drag förstärktes visserligen av motståndarnas propaganda, man måste vara medveten om att alla andra statsmän under denna tid betedde sig mer eller mindre likadant. Den enda skillnaden enligt historikern Trevelyan är att "Marlborough åtminstone gav valuta för pengarna". I sin jakt på berömmelse och avancemang kunde han vara hänsynslös, ibland rent omoralisk, såsom hans svek mot Jakob II visar. För Macaulay framstår detta agerande som ett själviskt förräderi, en inställning G. K. Chesterton delar: "Churchill, liksom för att lägga till någon form av idealism till sin imitation av Judas Iskariot, förklarade Jakob II sin kärlek och lojalitet innan han lämnade över armén till hans fiende". Trevelyan å andra sidan tolkar Churchills agerande som ett bevis på hans kärlek till "Englands frihet och den protestantiska religionen". Marlborough handlade dock inte fullt ärligt då han fortsatte att ha kontakt med jakobiterna efter att ha förklarat sig lojal mot huset Hannover. Georg I litade heller aldrig fullständigt på honom.
Marlboroughs svaghet under Annas regering låg i det politiska käbblet. När han miste drottningens stöd lämnades han utan möjlighet att försvara sig från de politiska motståndarnas anfall. Hans rykte ligger dock huvudsakligen i hans prestationer som befälhavare, inte som politiker.

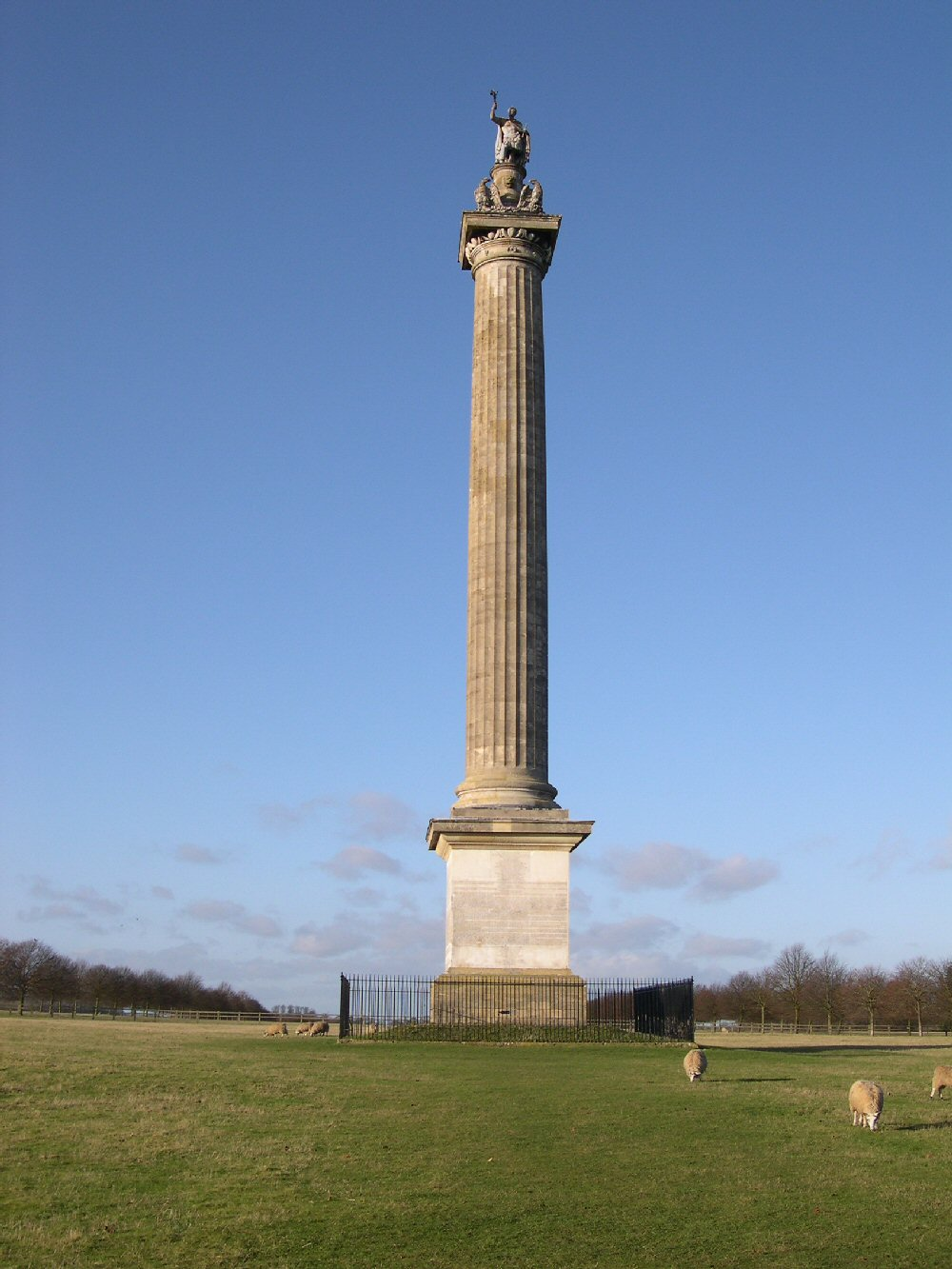
Blenheim Column of Victory i parken vid Blenheim Palace Oxfordshire.

### Befälhavaren
Marlborough hade en sällsynt förmåga att se helheten i ett problem. I det spanska tronföljdskriget kunde han redan från början se konfliktens alla beståndsdelar, och hur den skulle angripas strategiskt. Han var en av få som under hela kriget försökte hitta en värdig kompromiss som skulle tillåta ett slut på kriget, han ansåg även att det var ett misstag att kräva att Filip V skulle avsäga sig kronan. Marlborough har anklagats för att inte tillräckligt kraftfullt ha försökt driva igenom den inställningen, vilket ledde till det utdragna kriget och de många förlusterna av människoliv. Han lyckades dock vid flera tillfällen genom sina militära insatser föra England nära en villkorslös seger, vilket dock förhindrades av den brittiska regeringens kompromisslösa krav gentemot Ludvig XIV. Även om hertigen miste sin ställning i England mot slutet av kriget, kan man ändå inte frånta honom en viss skuld till att kriget drog ut så på tiden, då han kanske varit den ende som tidigare kunde ha tvingat fram en fred byggd på någon form av kompromiss.
Som soldat och befälhavare föredrog Marlborough handling och strid framför långvariga belägringar. Med hjälp av en mycket skicklig och lojal stab kunde Marlborough utnyttja sitt strategiska geni till fullo. Marlboroughs storhet låg snarare i hans förmåga att förutse utveckling, samt i att psykologiskt kunna manipulera och lura sina motståndare, än i att han skulle ha utvecklat nya metoder för krigföring. Hans handlingskraft och snabba intellekt låg till grund för hans framgångar som härförare.
Även som administratör saknar Marlborough sin like. Hans sinne för detaljer innebar att hans trupper sällan led brist på förnödenheter, till skillnad från många andra under denna tid. Marlborough var mycket omtyckt av sina män, bland annat på grund av att han ständigt beaktade deras behov och såg till att de fick den vila, mat och sömn de behövde, tillsammans med beröm och ansvar, som visade att han litade på dem. Det var bredden på hertigens talanger och kunskaper som gjorde honom unik. Även hans fiender tvingades erkänna att Marlborough besatt fantastiska talanger. Hans framgångar blev möjliga i och med den pondus han besatt, hans förmåga att hålla alliansen i tronföljdskriget intakt, betydelsen av detta kan knappast överskattas. Som Winston Churchill förkarade: han har ”aldrig utkämpat ett slag som han inte vunnit, och aldrig belägrat en stad som han inte tog.”  Ingen annan brittisk soldat har någonsin utövat så mycket inflytande, och haft ett så skiftande ansvar.